# Tonga
Tonga (pronúncia em português: [ˈtõgɐ]; pronúncia em inglês: [ ˈtɒŋə]), oficialmente Reino de Tonga, (em tonganês: Pule'anga Fakatu'i 'o Tonga; em inglês: Kingdom of Tonga) é um país da Oceania, integrante da Polinésia e formado pela união de 177 ilhas de mesmo nome, também conhecidas como Ilhas Amigáveis, das quais 36 são habitadas. Através de seu território marítimo, faz fronteira ao norte com o território ultramarino francês de Wallis e Futuna e com Samoa; a nordeste com a Samoa Americana; a leste com os territórios de Niue e das Ilhas Cook, pertencentes à Nova Zelândia; e a oeste com Fiji. Ao sul, as ilhas mais próximas são as Kermadec, também sob domínio da Nova Zelândia. A sua capital é Nucualofa, que também é o principal centro urbano.
Com uma área de 747 km², Tonga é o 172.º maior país do mundo em área territorial. Sua população é ligeiramente superior aos 100 000 habitantes, colocando o reino na 178.ª posição entre os países mais populosos e resultando numa densidade demográfica de 153 hab./km².
O arquipélago de Tonga foi visitado e explorado pelos neerlandeses Willem Schouten e Jacob Le Maire, em 1616. Em 1900, o território tornou-se um protetorado britânico. Em 1970, foi concedida a independência à ilha, que se tornou membro da Organização das Nações Unidas (ONU), do Secretariado da Comunidade do Pacífico — antes chamado de Comissão do Pacífico Sul — e do Fórum das Ilhas do Pacífico. O reino é uma monarquia constitucional, chefiada pelo rei Tupou VI, no poder desde 2012.
Em muitas línguas polinésias a palavra "Tonga" significa "sul". Provavelmente, o arquipélago recebeu este nome devido à sua localização ao sul das ilhas de Samoa. No entanto, para os tonganeses o nome de seu país significa "jardim".

## História
Evidências arqueológicas mostram que os primeiros colonos de Tonga chegaram navegando das Ilhas Santa Cruz (politicamente são parte das Salomão, mas seu ecossistema de florestas úmidas é o mesmo de Vanuatu) nas primeiras migrações do povo ancestral conhecido como Lápita (os descendentes diretos atuais desse povo são os melanésios) para o crescente Fiji-Tonga-Samoa, berço da cultura polinésia, em 1 500 a.C. Chegaram em Tonga em alguma data entre o ano 1 500 a.C. e o ano 1 000 a.C.
Os Lapitas eram um povo avançado, que vivia da pesca e da horticultura, navegava e produzia cerâmica. Esse povo viveu e se reproduziu durante mil anos nas ilhas de Tonga, Samoa, e Fiji, antes de novos exploradores descobrirem o Arquipélago das Marquesas, o Taiti e o restante das ilhas do Pacífico Sul. Por esses motivos, as ilhas de Tonga, Samoa e Fiji são conhecidas como o "Berço da cultura e civilização da Polinésia".

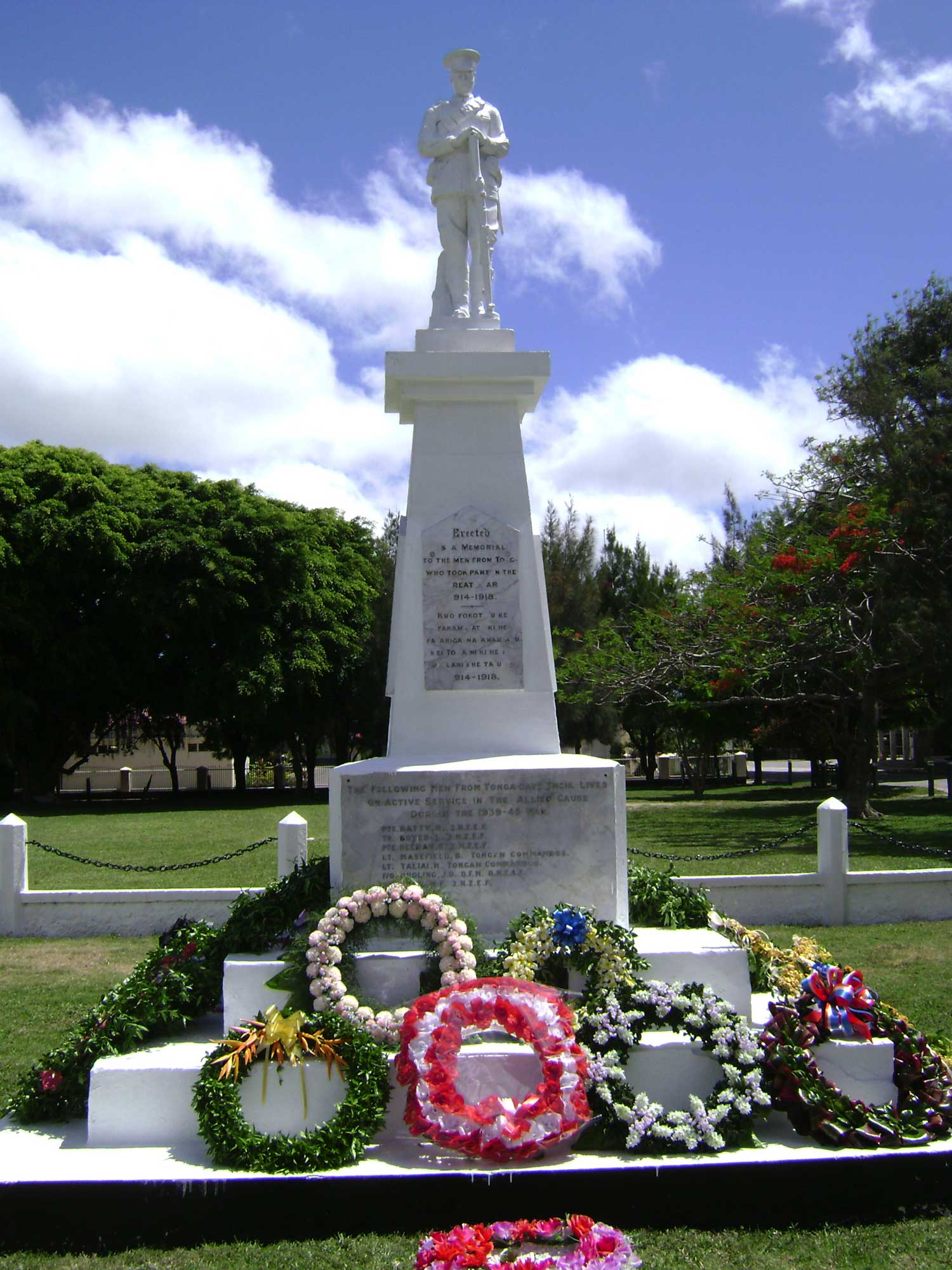
Monumento em homenagem aos tonganeses que participaram da Primeira Guerra Mundial.

No século XII os tonganeses criaram uma rede de interação, composta por aventureiros, guerreiros e navegadores, que ficou conhecida como Tu’i Tonga, ou Império de Tonga, que foi um poderoso império e conquistou muitas ilhas vizinhas de Niue até Tikopia.
No século XVII, uma guerra civil eclodiu em Tonga. Foi nessa época que os primeiros europeus chegaram — em 1616, com a dupla Willem Schouten e Jacob Le Maire, os navegadores neerlandeses que descobriram uma rota para as ilhas do Pacífico e depois publicaram suas aventuras num diário. Em 1643 o descobridor da Tasmânia e da Nova Zelândia, Abel Tasman, passou pelas ilhas de Tongatapu e Ha'apai. Um século depois, em 1773, Tonga foi visitada pelo ilustre Capitão Cook, descobridor oficial da Austrália e do Havaí. Os primeiros missionários passaram por lá em 1797 e em 1822, sendo o principal deles Walter Buller, missionário metodista, que converteu vários tonganeses.
Em 1845 Tonga foi unida ao Reino da Polinésia pelo rei Taufa’Ahau conhecido também como rei George Tupou I, o primeiro rei de Tonga. Em 1875, com a ajuda de um missionário inglês chamado Shirley Baker, o rei George declarou Tonga uma monarquia constitucional e nomeou Shirley Baker seu primeiro-ministro. Tonga adotou o estilo real europeu, criou um código civil e limitou o poder dos chefes tribais.
Em 18 de maio de 1900 Tonga se tornou um protetorado britânico sob um tratado de amizade. Tonga só reconquistaria sua independência plena em 1970, quando o tratado de amizade chegou ao fim e Tonga deixou de ser território sob administração britânica. O país entrou para as Nações Unidas em 1999.
Mesmo quando exposta a forças colonizadoras, Tonga sempre teve um rei nativo de ascendência indígena, fato que faz de Tonga um caso único no Pacífico, que orgulha muito os tonganeses e os faz confiar no seu sistema de governo.
Como a única monarquia soberana entre as nações insulares do oceano Pacífico, o país tem uma história singular como nação sendo a única ilha da região que conseguiu evitar a colonização formal. Em 2015, o país elegeu seu primeiro primeiro-ministro plebeu.

## Geografia

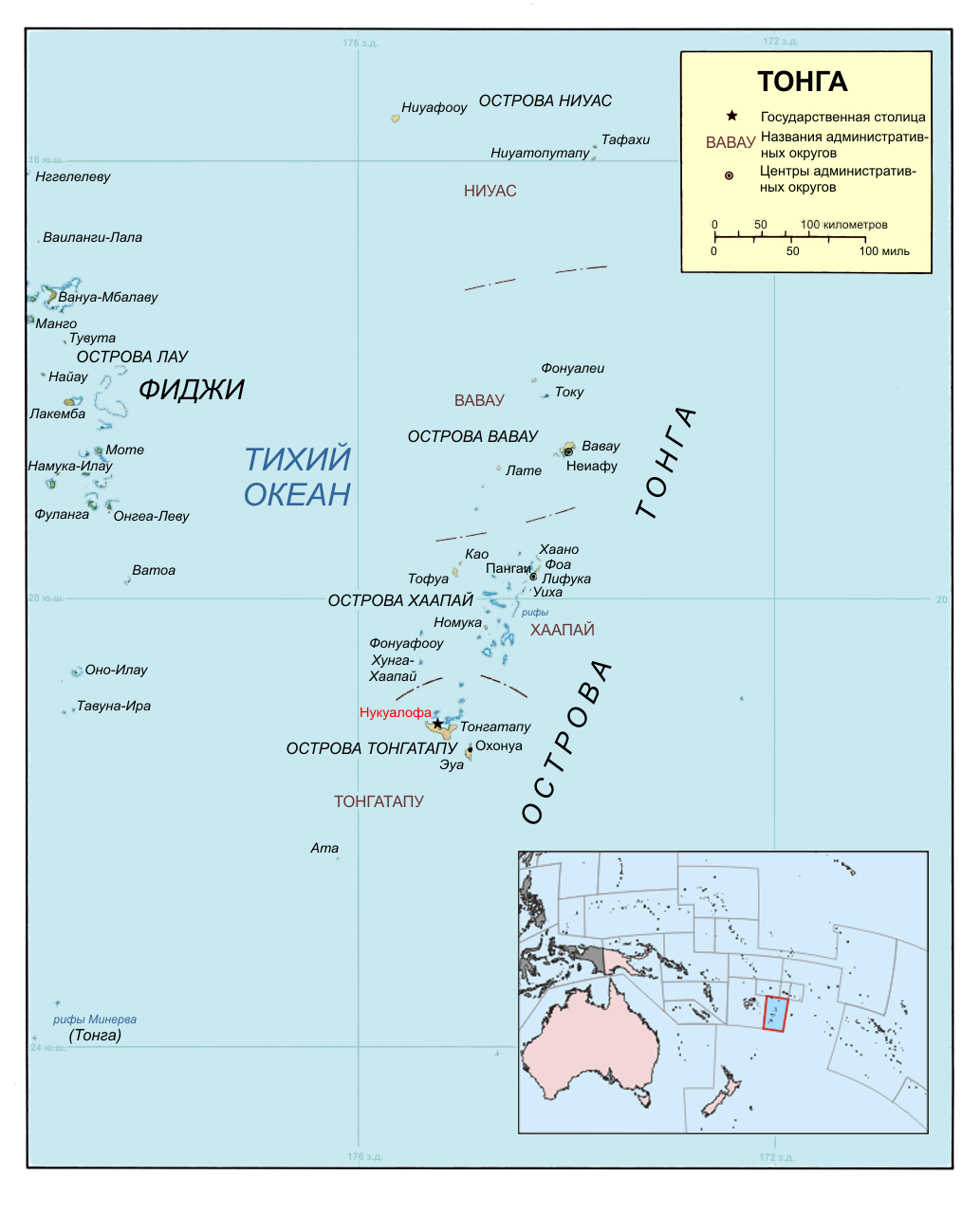
Localização de Tonga no Mapa-Múndi

O arquipélago se situa na Polinésia Ocidental, ligeiramente ao norte do Trópico de Capricórnio. A capital, Nucualofa, localiza-se a aproximadamente 1 770 km ao nordeste de Auckland, a maior cidade da Nova Zelândia, e a 690 km de Suva, a capital e maior cidade de Fiji.
A área total é de cerca de 748 km², dos quais 30 km² são constituídos por água. O país se constitui em 169 ilhas, das quais apenas 36 são habitadas de forma permanente, o que faz com que apenas pouco menos de 80% (670 km²) do território seja habitado. Compreende três grupos principais de ilhas: Tongatapu, ao sul, onde mais da metade da população está concentrada; Vava'u, ao norte; e Ha'apai, no centro.
As ilhas de origem vulcânica são montanhosas, as de origem coralina são planas. O clima é tropical chuvoso, com verões muito quentes. O solo fértil é adequado a plantações de banana, palmito e coco. O ponto mais alto do país, que atinge 1 033 metros, está localizado na ilha de Kao.

### Geologia
O arquipélago de Tonga situa-se na fronteira das placas litosféricas do Pacífico e Austrália, ao oeste das calhas profundas que se situam na área marítima do país, e representa um acúmulo de território de origem vulcânica, ilhas de coral e recifes. O mais antigo exemplar de rocha localizado no país, foi encontrado na ilha de ʻEua, e remonta à época do período Eoceno. No entanto, isso não indica que a ilha sempre cresceu acima da superfície do oceano. Pelo contrário, no passado esteve muito tempo submersa. O tempo exato da existência de Tonga é desconhecida. É provável que esse arquipélago tenha mais de 5 milhões de anos, remontando à época do Plioceno. Pode-se supor também que algumas ilhas surgiram no final do Mioceno, ou mesmo no Neogeno.

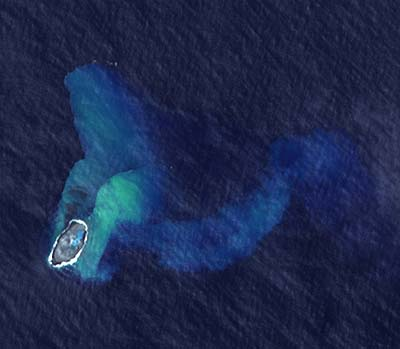
Águas correntes do mar misturadas com cinzas vulcânicas e vários elementos químicos.

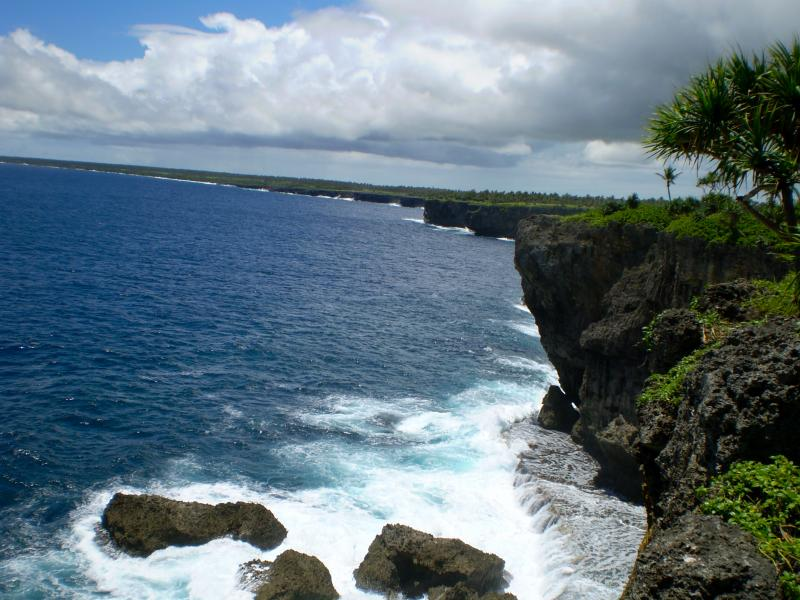
Ilha íngreme da costa oeste de Tonga

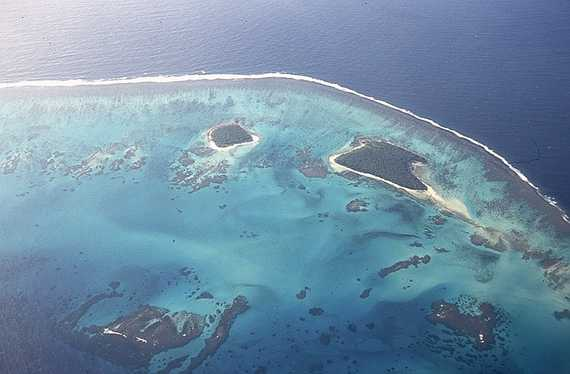
Ilhotas do arquipélago, pertencentes à ilha Ha'apai. Note que tais ilhotas são rodeadas por recifes de coral.

As ilhas vulcânicas são 'Ata, Ha'apai e Kao. Essas ilhas formam um arco vulcânico que se estende do sul (partindo da ilha de Ata), ao sudeste e norte e noroeste. Nos últimos anos ocorreram diversos processos geológicos ativos dentro desse arco, que originaram a formação de algumas novas ilhas, das quais apenas uma não se afundou entretanto.
A ilha Vava'u apresenta atividade vulcânica intensa e o seu solo é de pedras calcárias, além de ser cercado por arrecifes. A ilha Ha'apai apresenta atividade vulcânica intensa e relevo baixo e, como a ilha Vava'u, apresenta pedras calcárias. Já as ilhas de Tongatapu e ʻEua são de origem calcária. A ilha de Tongatapu é caracterizada por relevo plano — os morros mais elevados não ultrapassam os 30 metros. A base de coral da ilha é coberta por cinzas vulcânicas a uma profundidade de 3 metros.
Ao longo dos últimos cem anos, registraram-se nas ilhas mais de 35 erupções vulcânicas. Um dos maiores vulcões em Tonga, com 515 metros de altura e 5 km de largura, situa-se na ilha de Tofu. A última erupção registada neste vulcão ocorreu em 18 de março de 2009. O vulcão mais alto do país, cujo cume se encontra a 1 030 m acima do nível do mar, encontra-se na ilha de Kao.
Nas ilhas de Tonga existem grandes depósitos de minerais, especialmente em Tongatapu e Vava'u. Em 2008 foram encontradas grandes jazidas de zinco, cobre, prata e ouro nas águas territoriais do país.

### Clima
O clima de Tonga é tropical, sob a influência dos ventos alísios do Sudeste Asiático. O regime de precipitação é amplamente associado com a zona de convergência do Pacífico Sul. Há duas estações distintas: a estação chuvosa e a estação seca. A estação chuvosa, também conhecida como a estação dos ciclones, vai de novembro a abril, sendo que a estação seca vai de maio a outubro. Os meses mais chuvosos do ano são janeiro, fevereiro e março, podendo cair até 250 milímetros de chuva em cada um deles.
A temperatura média no país varia entre 26 e 23 °C. Nos meses quentes de chuvas (novembro a abril) a temperatura geralmente varia entre 25 e 26 °C, enquanto que nos meses mais frios e secos (maio a outubro) varia entre 21 e 24 °C. Nas ilhas do norte do arquipélago a diferença de temperatura geralmente é menor do que nas ilhas do sul. A temperatura máxima registrada no arquipélago foi na ilha Vava'u, em 11 de fevereiro de 1979, quando se atingiram 35 °C. A mínima registrada foi em 8 de setembro de 1994, na ilha Fotuha'a, quando se atingiram -8,7 °C. Os ventos predominantes são do leste na direção sul, que sopram a partir de maio.

### Solos
O solo em grande parte das ilhas é caracterizado por alta fertilidade, exceto em áreas que possuem vulcões mais novos. Eles foram formados principalmente a partir da camada de cinzas vulcânicas andesítica que repousa sobre uma plataforma de corais de calcário. Estes solos apresentam excelentes propriedades físicas: são friáveis, bem estruturados, com boa drenagem e capacidade de retenção de água moderada. Os tipos de solo variam de ácido a alcalino, com alto teor de cálcio e magnésio, alta capacidade de troca catiônica e saturação por bases.
Os solos da ilha de Tongatapu são de alta fertilidade, sendo por isso apropriados para lavouras e pastagens, em algumas áreas costeiras sensíveis à salinidade do solo. Os solos da ilha de ʻEua são mais férteis, exceto nas áreas do sul da ilha, que possui uma superfície de rocha coral. Em Ha'apai, há grupos de ilhas predominantemente de origem coralina. Um problema sério é a erosão do solo, que reduz significativamente a fertilidade dos solos.

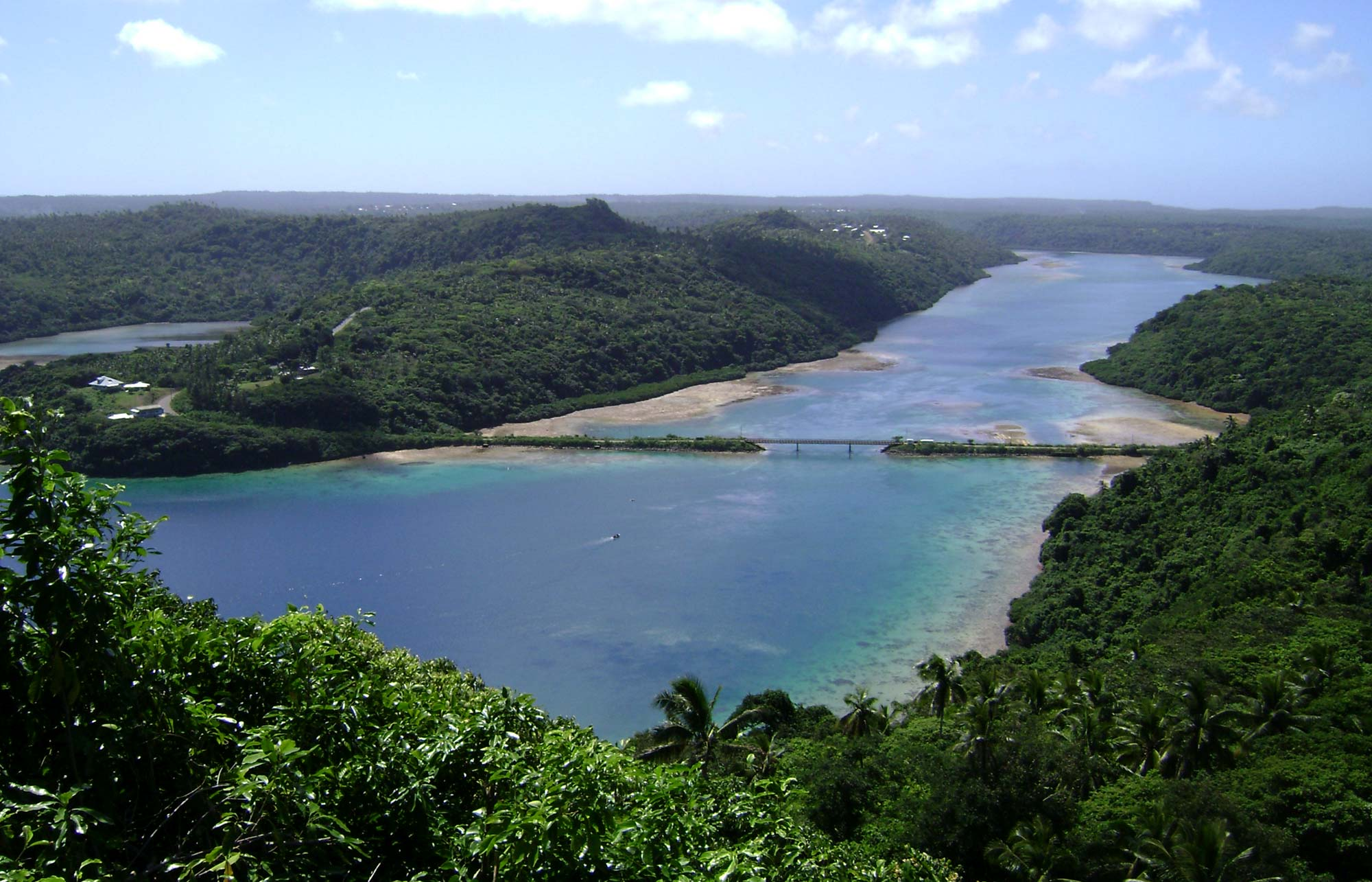
Lagoa na ilha de Vava'u.

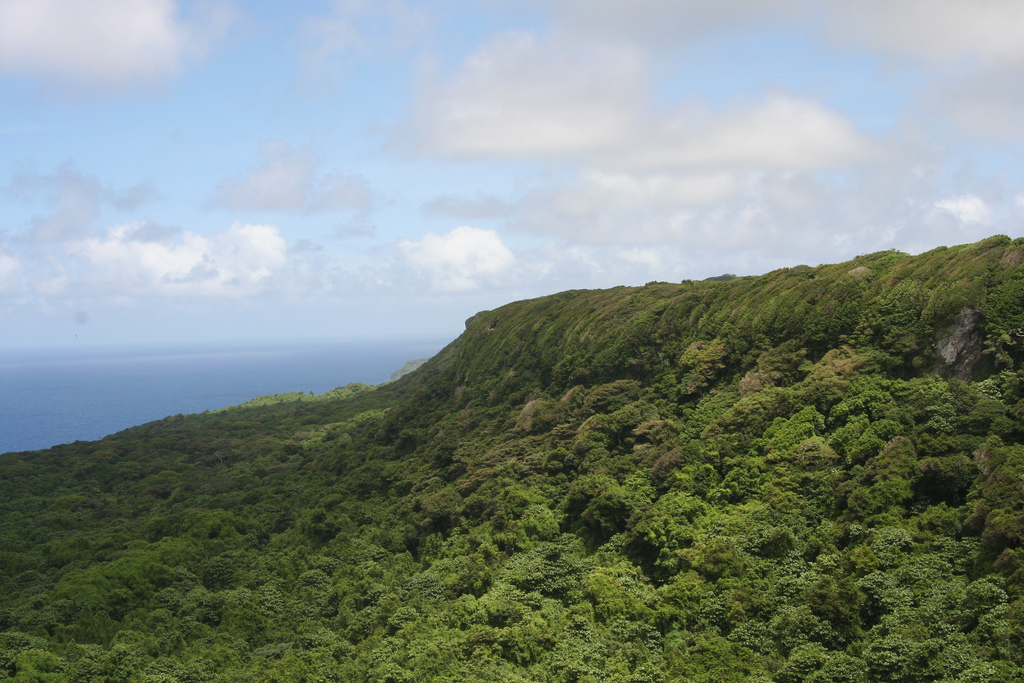
Parque Nacional de ʻEua

### Hidrografia
O arquipélago conta com um número limitado de fontes permanentes de água doce. Apesar da água ser retida no solo devido a sua porosidade, os habitantes geralmente usam água da chuva coletada em tanques de concreto com um teto ou água de poços de pequeno porte, que permite chegar à pequena lente um pouco de água salobra. A maioria das lagoas, lagos e riachos estão localizados nas ilhas vulcânicas. O maior lago do país encontra-se na ilha de Vava'u. As maiores fontes de água doce encontram-se em Niuafo'ou, Nomuka e Niuatoputapu.

### Flora e fauna
No geral, as ilhas de Tonga são cobertas com florestas tropicais de terras baixas. Pelo fato de grande parte da floresta ter sido desmatada no passado para fins agrícolas, parte do território é coberto por vegetação secundária dominada por bosques de lantânio e prados de sorgo e milheto. As zonas costeiras e áreas de crateras vulcânicas são dominadas por plantas herbáceas. No arquipélago há dois parques nacionais (um em ʻEua e e outro em Vava'u) e seis reservas.
Há 770 espécies de plantas vasculares registradas em Tonga, incluindo 70 espécies de samambaias (três das quais são endêmicas), três tipos de gimnospermas (dos quais uma espécie, Podocarpus pallidus, é endêmica) e 698 espécies de angiospermas, nove delas endêmicas. A diversidade de espécies varia de ilha para ilha — por exemplo, na ilha de Tongatapu, existem cerca de 340 espécies de plantas, enquanto que na ilha Vava'u existem 107 espécies.
A fauna do país é extremamente pobre e é constituída principalmente por espécies introduzidas. No arquipélago há doze espécies de répteis (uma delas endêmica) e duas espécies de morcegos, os únicos mamíferos nativos da ilha. Na região costeira são encontradas tartarugas marinhas, moluscos e diversos peixes. Há ainda um grande número de aves,  existindo 73 espécies de aves registradas, duas das quais são endêmicas: Pachycephala jacquinoti, que vive na ilha Vava'u, e Megapodius pritchardii, habitante da ilha Niuafoou. Como consequência da ocupação humana de outras ilhas de Tonga, fora de Tongatapu e Vava'u, pelo menos 23 aves foram extintas.

## Demografia

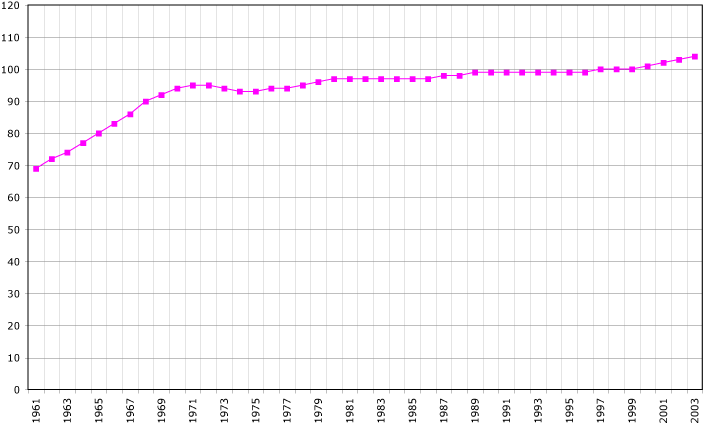
Evolução populacional de Tonga de 1961 a 2003

O Censo Nacional Demográfico é realizado em Tonga de forma regular desde 1921. No entanto, existem outros dados estatísticos de anos anteriores, como de 1891. Desde 1956, o censo é realizado a cada dez anos, sendo que o último realizou-se em 2006.
De acordo com o último censo, realizado em 2016, a sua população era de 100 651, uma ligeira descida face aos 101 991 habitantes de 2006 (dados do Departamento de Estatísticas de Tonga). Em 2011, segundo a CIA, o número subiu para 105 916 pessoas. A taxa de crescimento populacional do país é relativamente baixa comparada com a de outros países da Oceania: 1,669% em 2008. O censo de 2006 também mostrou um aumento na população de 4,3% em comparação com 1996, ou seja, um aumento de 4 207 habitantes, com uma taxa de crescimento anual de 0,4%.
Para fins estatísticos, Tonga está dividida em cinco distritos: Tongatapu, Vava'u, Ha'apai, ʻEua e Niuas. Em 2006, a região mais densamente povoada era Tongatapu, com uma população de 72 045 pessoas (70,6% da população total do país), seguida pelos distritos de Vava'u (15 505 pessoas, 15,2% da população); Ha'apai - 7 570 pessoas (7,4%); ʻEua - 5 026 pessoas (4,9%); e Niuas - 1 665 pessoas (1,9%). A maior taxa de crescimento populacional foi registrada em Tongatapu (8% em comparação com 1996) e ʻEua (6%). Em outras ilhas houve um declínio na população: em Vava'u registrou-se uma queda de 1%, em Ha'apai foi registrada uma queda de 7% e em Niuas 19%. Uma das principais razões para os baixos níveis de crescimento populacional nesses três distritos foi a notável emigração da população para outras ilhas e países, como a Nova Zelândia, Austrália e os Estados Unidos.
Em 2001 havia na Nova Zelândia 40 700 tonganeses, sendo que a maioria deles (78%) vivia em Auckland e 5% viviam em Wellington. Em 2006 havia 7 580 tonganeses na Austrália, muitos dos quais viviam nos estados de Nova Gales do Sul (65%) e Vitória (15,7%). Além disso, os Estados Unidos também possuem uma grande comunidade tonganesa: 7,3% dos povos da Oceania que vivem nos Estados Unidos são de Tonga, ou seja, 27 686 pessoas. Utah, Califórnia e Havaí são os estados norte-americanos com maior imigração tonganesa.
Tonga é o país do mundo com o maior número de habitantes obesos, em comparação com sua população: 70% das mulheres com idades entre 15 e 85 anos são obesas.

### Etnias

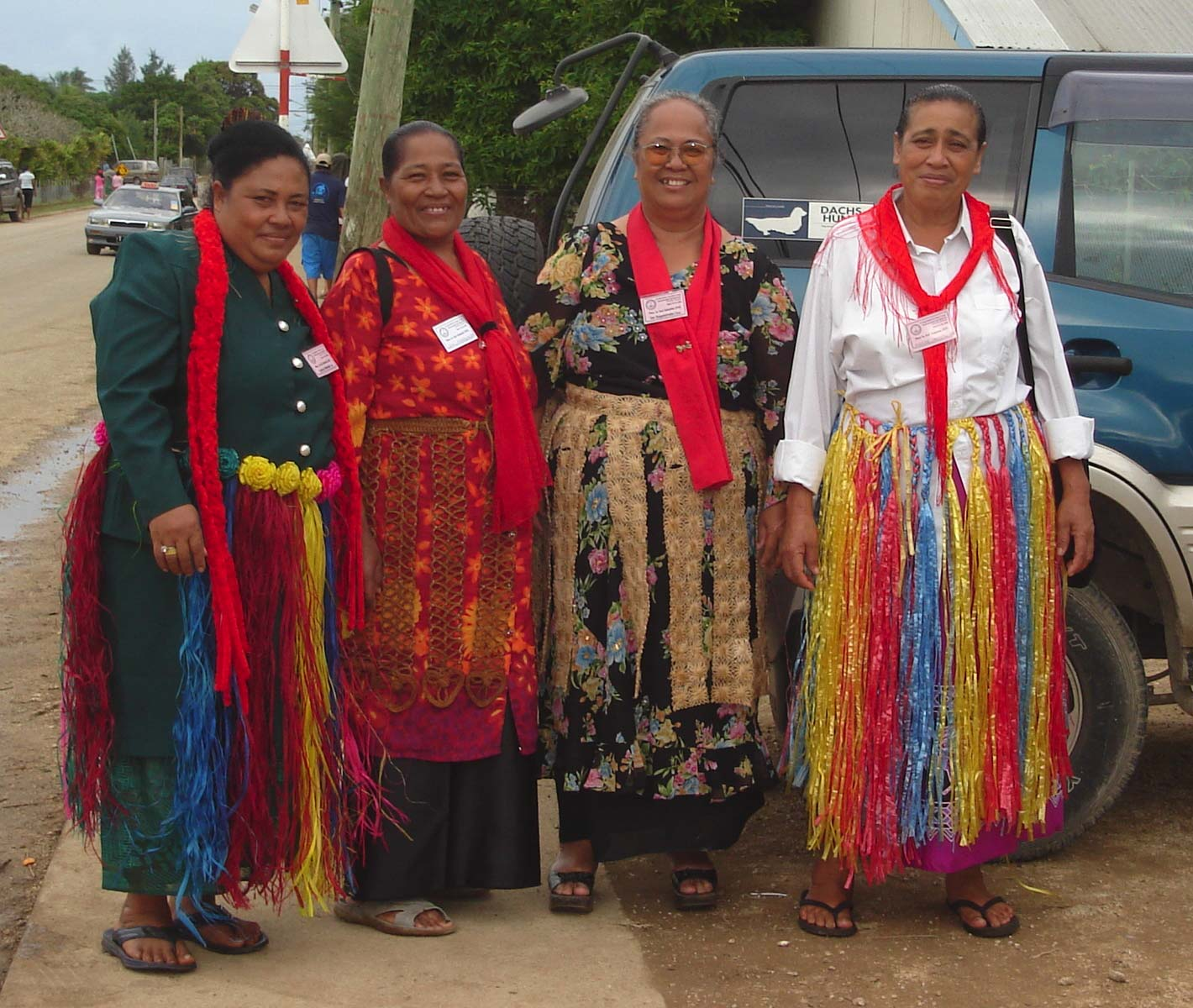
Mulheres nativas de Tonga

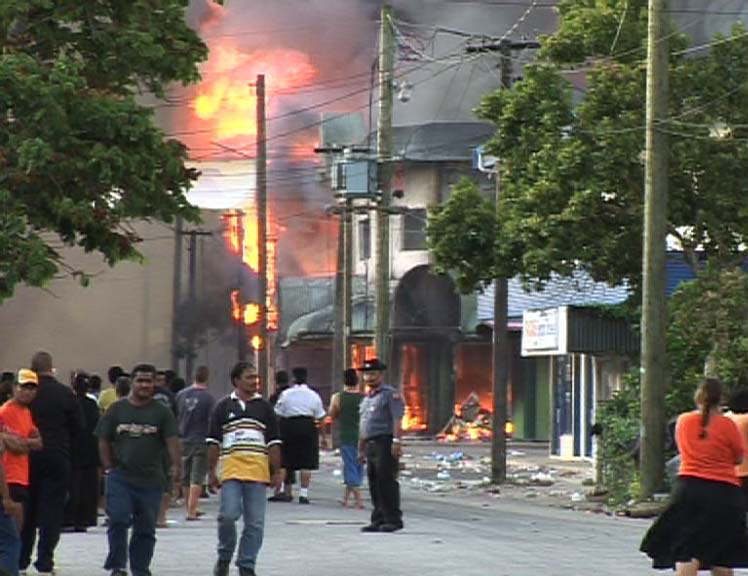
Incêndio em uma loja chinesa em Nucualofa em 2006.

Tonga possui uma população etnicamente muito homogênea. De acordo com o Censo de 2006, quase 97% dos residentes em Tonga eram naturais do país. Povos indígenas de outras nações polinésias representavam 1,6% da população, principalmente nas ilhas mais afastadas de Tongatapu, a ilha principal. A percentagem de estrangeiros (europeus, imigrantes de outras ilhas do Pacífico e asiáticos) é mínima, embora a década de 1990 tenha sido marcada por uma notável imigração de chineses, indianos e fijianos.
Em 2006 o número de chineses em Tonga era de 395, enquanto em 1996 eram apenas 55. O primeiro chinês a imigrar para o arquipélago foi um padre anglicano em 1920 e, em 1974, Tonga registrou seu primeiro empresário de origem taiwanesa. Houve um crescimento significativo da população chinesa em Tonga na última década do século XX, em grande parte devido ao fato de que em 1990 o governo de Tonga estava vendendo passaportes de seu país para os chineses e os residentes em Hong Kong. Os passaportes foram comprados principalmente por pequenos empresários chineses. Como resultado, em 2001 havia cerca de 120 lojas pertencentes a imigrantes provenientes da China na capital do país, Nucualofa. No entanto, o fluxo de imigrantes chineses levou a uma frustração entre a população local, que receavam que o domínio econômico se estagnasse. Além disso, o desemprego aumentou entre os tonganeses. Em 1999, a Associação de Chineses em Tonga registrou 40 casos de perseguição a empresários chineses, incluindo assaltos violentos. Em 2000, foram proibidas todas as lojas chinesas no distrito de Nukunuku. Em 2001, foram registrados cerca de 100 ataques contra chineses cometidos por motivos racistas, organizados por tonganeses xenófobos. O crescimento das tensões na sociedade tonganesa, incentivada pelo primeiro-ministro Ulakalala Lavaka Ata. fez com que 600 chineses se recusassem a renovar suas autorizações de trabalho. Ulakalala Lavaka Ata foi obrigado a abandonar o país no prazo de 12 meses. Em 2006, revoltas regulares foram organizadas em Nucualofa contra os empresários chineses. Isso levou à emigração de centenas de chineses. Apesar do grande número de ataques, há ainda um grande número de chineses em Tonga.

### Idiomas e dialetos
Além do inglês, o tonganês também é idioma oficial do país, uma das numerosas línguas malaio-polinésias juntamente com o gilbertês, nauruano, romang, havaiano, maori, taitiano, samoano e o tuvaluano. A língua tonganesa escrita foi criada em meados do século XIX por missionários europeus. O número total de falantes da língua é de aproximadamente 96 300 pessoas. O alfabeto tonganês é latino e é constituído por apenas 16 letras, sendo cinco vogais e onze consoantes.

### Religião

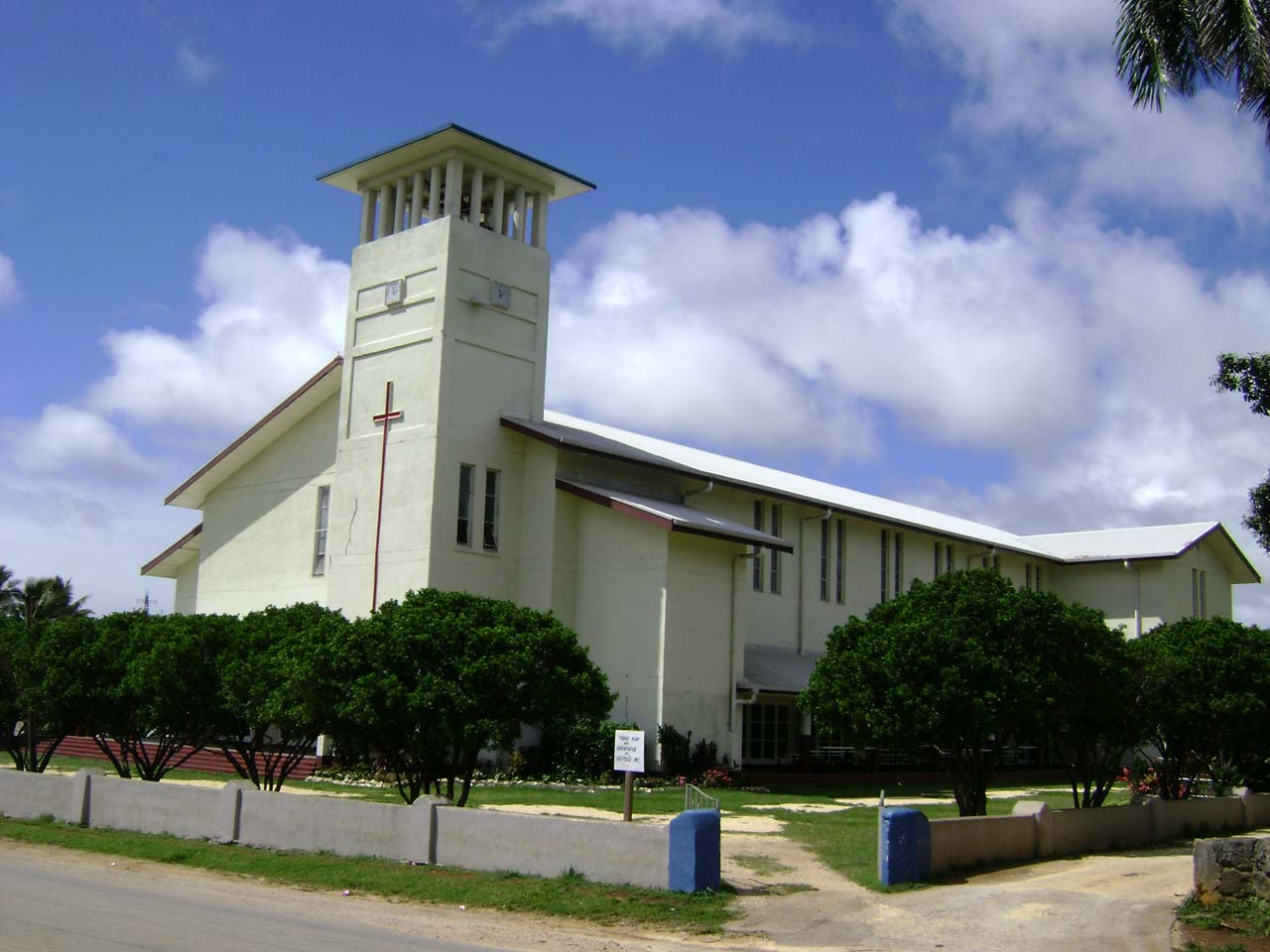
Capela da Igreja Livre de Tonga

O Cristianismo é a religião predominante em Tonga sendo praticada por 89,4% da população. Os primeiros missionários cristãos a visitar o arquipélago eram membros da London Missionary Society (Sociedade Missionária de Londres em português). Chegaram em 1797, mas não tiveram êxito na sua missão. A missão cristã permanente nas ilhas de Tonga somente ocorreu em 1826.
De acordo com o Censo de Tonga de 2006, a maioria dos tonganeses (aproximadamente (38 052 pessoas ou 37,3%) eram seguidores da Igreja Wesleyana Livre de Tonga. Os Santos dos Últimos Dias (conhecidos como mórmons) ou membros d'A Igreja de Jesus Cristo dos Santos dos Últimos Dias constituem o segundo maior corpo religioso do país, com 16,8% da população, seguidos pelos católicos que somavam 15,6% da população do arquipélago. Outras igrejas cristãs com número significativo de seguidores são a Igreja Livre, com 11,4% de adeptos, a Igreja de Tonga, com 7,1% membros, a Igreja Cristã Tokaikolo, com 2,5%, a Igreja Adventista do Sétimo Dia, com 2,2%, a igreja Assembleia de Deus, com 2,3%,  a Igreja Constitucional de Tonga, com 0,9% e a Igreja Anglicana, com 0,8% de seguidores. Ainda de acordo com o censo, 1,3% da população é professa outras denominações cristãs e outras religiões. No entanto, apenas 28 pessoas afirmaram serem ateias e 1 509 pessoas se recusaram a falar sobre sua filiação religiosa. Embora a igreja dominante no território seja a Igreja Wesleyana Livre de Tonga, nos últimos anos houve uma diminuição no número de seus adeptos, o mesmo acontecendo com a Igreja Católica. Ao mesmo tempo que essas duas denominações perderam seguidores, as demais aumentaram em número de fiéis, com destaque para a Igreja Livre de Tonga e a Igreja de Jesus Cristo dos Santos dos Últimos Dias, sendo que esta última superou a Igreja Católica e tornou-se a segunda maior entidade religiosa no país.
A Família Real é membro da Igreja Metodista, que foi fundada em 1924 com a aprovação da rainha Salote Tupou III, através da fusão de dois ramos do movimento Metodista - Igreja Livre de Tonga (fundado em 1885 por ordem do rei George Tupou I) e  a Uesliytsev.
Os primeiros missionários católicos desembarcaram nas ilhas de Tonga em 1837, mas a permissão para estabelecer uma missão permanente no país foi obtida apenas em 1842. A sociedade católica que existia naquela época estava sob o Vicariato Apostólico do Pacífico Central, que foi criado em 23 de agosto de 1842. O Vicariato Apostólico de Tonga foi criado apenas em 13 de abril de 1937. Em 21 de junho de 1966 foi criado no arquipélago uma diocese independente.
Os primeiros missionários de A Igreja de Jesus Cristo dos Santos dos Últimos Dias chegaram em Tonga em 1891. Como eles não obtiveram êxito em sua visita, a missão mórmon foi encerrada seis anos mais tarde, em 1897.  Dezenove anos depois, em 1916, a missão mórmon foi restaurada. Atualmente, é um dos movimentos religiosos que mais cresce no país. Segundo a Igreja Mórmon, Tonga possui o maior percentual de adeptos desta organização religiosa no mundo em relação à sua população - 54 281 membros. No entanto, de acordo com o censo oficial em 2006, seguidores do mormonismo em Tonga somam apenas 17 109 pessoas. O Templo de Nucualofa, construído em 1983, é o único templo religioso na ilha principal de Tonga, Tongatapu.
O país não tem religião oficial e a liberdade de religião é garantida pela Constituição. Há uma orientação do governo para que todos os grupos religiosos presentes no país sejam registrados, mas tal orientação não é obrigatória e não é adotada por todas as denominações religiosas. É permitido a todos os grupos religiosos presentes no país a entrada com isenção de direitos de bens destinados a fins religiosos, mas nenhum grupo religioso é subsidiado. A Constituição estabelece em seu artigo 6 que o Sábado Cristão (o domingo) é um "dia santificado" e que nenhum negócio pode ser realizado. A exceção é feita para hotéis e resorts que fazem parte da indústria do turismo e escolas operadas pelos mórmons e wesleyanos, que oferecem cursos religiosos.

## Política

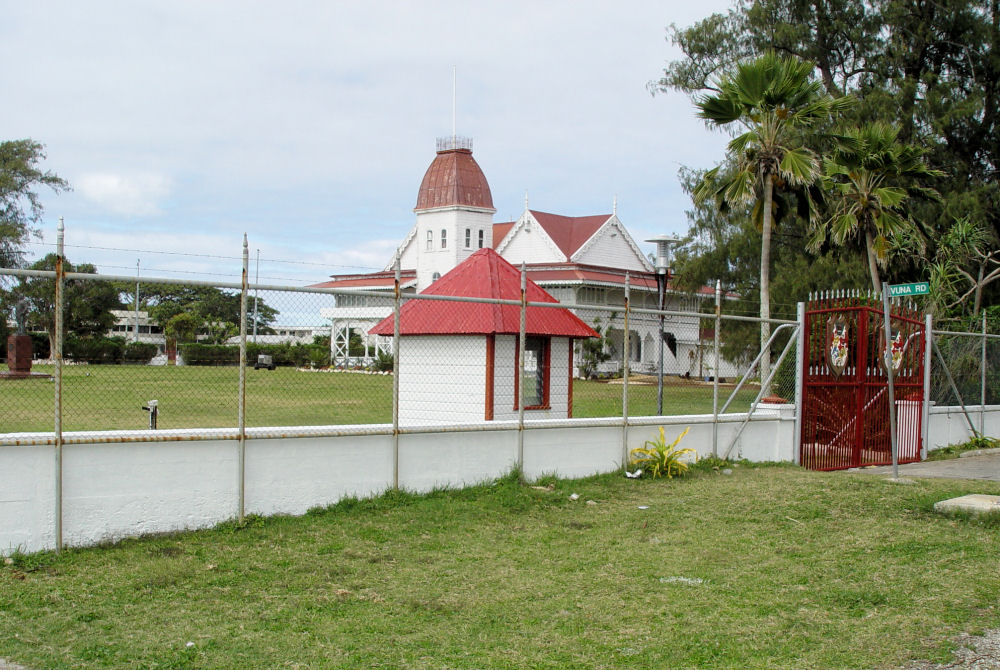
Palácio real de Tonga

Tonga é a única monarquia hereditária constitucional do Pacífico. A atual constituição foi ratificada pelo rei George Tupou I em 4 de novembro de 1875. Sua implementação foi uma etapa importante no desenvolvimento do país e o culminar das atividades políticas de Tupou I para a modernização da sociedade tonganesa e garantir a estabilidade interna e a unidade do país. Em parte graças à sua constituição Tonga manteve-se como o único território formalmente independente da Oceania no século XIX.
A constituição é composta por três seções e 115 artigos e está entre as mais rígidas constituições do mundo, pois qualquer mudança requer um processo complicado e o cumprimento estrito de várias condições. A Assembleia Legislativa possui o direito de fazer alterações nas leis básicas do país, mas essas alterações têm que passar por três leituras na assembleia, sendo depois encaminhadas para o rei. Se o Conselho Privado de Tonga e o Governo forem unânimes no apoio a uma emenda constitucional, esta tem ainda que ser aprovada pelo rei e só entra em vigor após a assinatura deste. No entanto, está vedada à Assembleia Legislativa a alteração dos artigos que tratam da "lei da liberdade" - referindo-se à Declaração de Direitos e Deveres), submissão a reis - princípio do trono e título - e concelho pares locais.
A reforma política em Tonga está sendo debatida desde 2008, quando foram criadas especificamente para esse fim a Comissão Constitucional e a Comissão Eleitoral, compostas por 5 pessoas, e cujo principal objetivo é elaborar propostas para alterar as seções da constituição sobre o poder executivo, as autoridades eleitorais e os princípios das relações mútuas entre eles, bem como alterar o processo eleitoral em Tonga.

### Monarquia

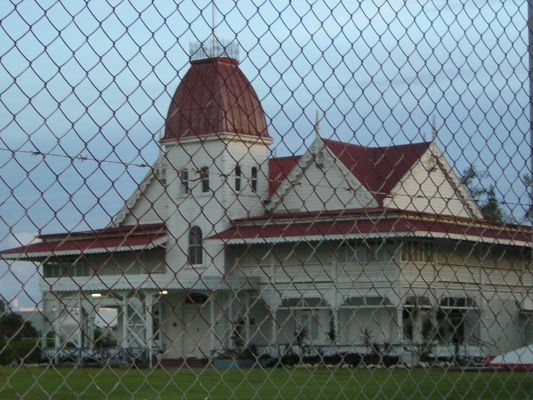
O Palácio Real de Tonga preserva a identidade sagrada do rei.

Estandarte Real de Tonga

Em Tonga, o Chefe de Estado é o rei, um cargo que é ocupado por Tupou VI, desde 18 de março de 2012. O princípio de sucessão ao trono está consagrado no artigo 32 da Constituição. O herdeiro é o primogénito do rei e da rainha. Em caso de morte ou outro impedimento do primogénito, o sucessor passa a ser o filho mais velho seguinte. No caso deste também não poder assumir o trono, este é ocupado pelo filho seguinte e assim sucessivamente, sempre através da linhagem real masculina. Se esta linha de sucessão for interrompida, o trono é entregue à filha mais velha e seus herdeiros, voltando à linha masculina no final do reinado feminino. No entanto, se nenhuma das filhas do par real permanecer no país, o trono passa para os seus descendentes e herdeiros legais ou ao primeiro-ministro. Se não houver herdeiros legítimos, o rei pode designar o seu sucessor com a aprovação da Câmara dos Pares. Se isso não for tiver acontecido, o primeiro-ministro convoca uma reunião da Assembleia Legislativa de Pares para escolher o rei entre seus chefes como rei, estabelecendo assim uma nova dinastia.
Qualquer membro da Família Real que possua o direito à sucessão necessita do consentimento do rei para casar-se. O casamento do herdeiro sem tal consentimento real pode implicar a perda dos direitos de sucessão ao trono. Além disso, o trono não pode ser ocupado por quem tenha cometido um crime ou que possua deficiência mental.
Segundo a Constituição, a identidade do rei é sagrada, e ele é o governante de todos os chefes e do povo de Tonga. Ele governa o país em conjunto com os ministros. Todos os projetos de lei aprovados pela Assembleia Legislativa deverá ser revisado e sancionado pelo rei antes de sua entrada em vigor. O rei de Tonga é o comandante supremo das forças armadas. Ele nomeia todos os oficiais que regulam a elaboração e controle das forças militares e tem o direito de declarar guerra com a aprovação da Assembleia Legislativa. O rei também possui o direito de convocação e dissolução de usos exclusivos da Assembleia Legislativa e o direito de assinar tratados com países estrangeiros, desde que estes tratados satisfaçam a legislação nacional. O rei não pode, contudo, alterar as funções da Assembleia Legislativa.
Reis e rainhas de Tonga
- George Tupou I (Tupou I) (1875—1893)
- George Tupou II (Tupou II) (1893—1918)
- Salote Tupou III (rainha) (Tupou III) (1918—1965)
- Taufa'ahau Tupou IV (Tupou IV) (1965—2006)
- Taufa'ahau Tupou V (Tupou V) (2006—2012)

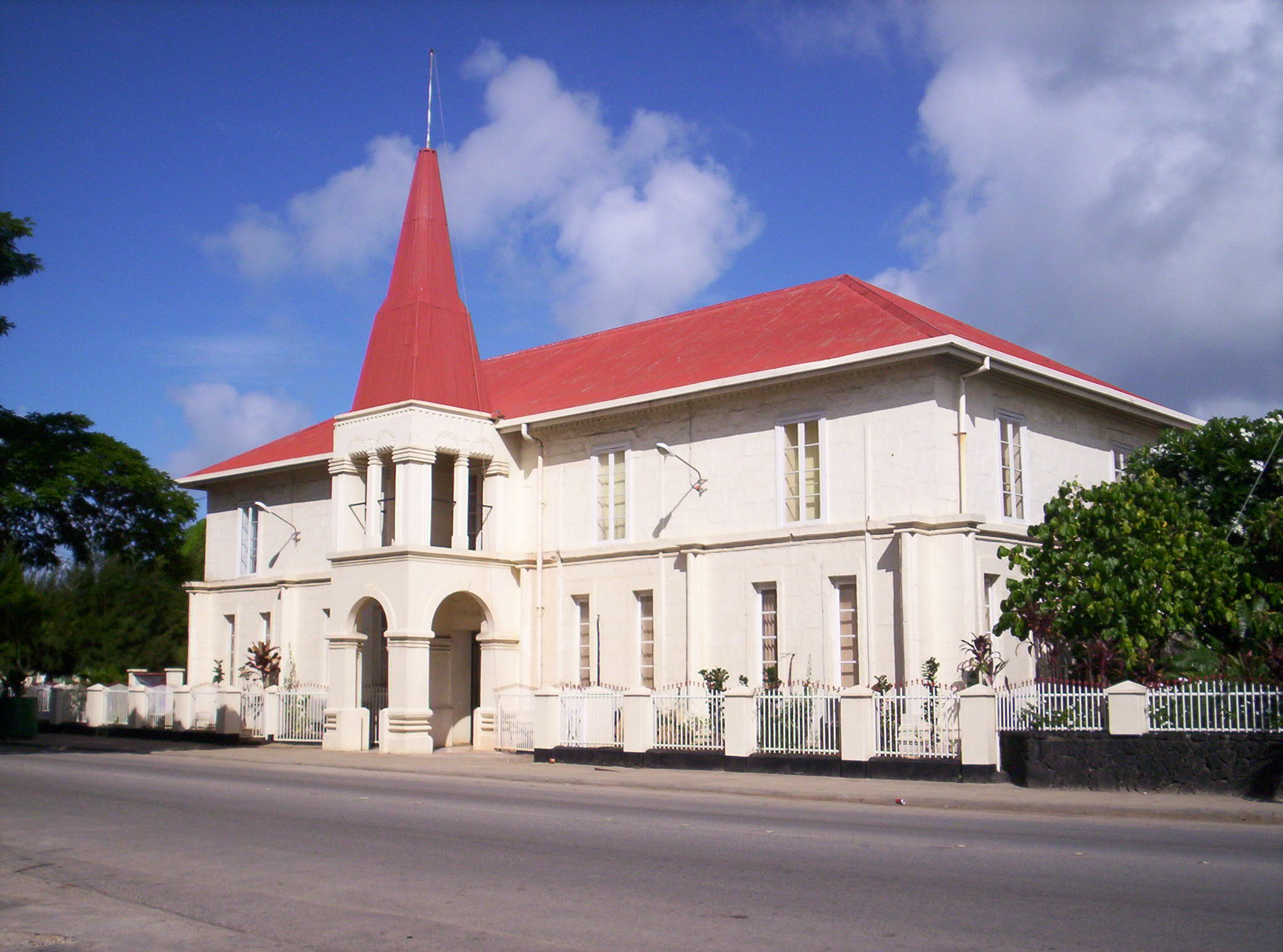
O parlamento de Tonga, em Nucualofa

- Tupou VI (desde 2012)

### Poder legislativo
Os Representantes do Povo, assim como os Representantes dos Pares, são eleitos a cada três anos e ocupam a Câmara de Representantes dos Pares. No total, são eleitos 9 representantes de cada segmento. A Assembleia Legislativa é composta de membros do Conselho Privado e do Conselho de Ministros, além dos Representantes do Povo e Representantes dos Pares. Os Representantes dos Pares são eleitos entre seus pares; os Representantes do Povo são eleitos pela generalidade dos eleitores. O Presidente da Assembleia é nomeado pelo rei.
De acordo com a Constituição de Tonga, cabe à Assembleia Legislativa a elaboração de leis. Para que um projeto de lei entre em vigor, deve começar por ser aprovado por maioria absoluta de votos em três leituras, sendo seguidamente encaminhado para a apreciação do rei. Após a sanção do rei, a nova lei é oficialmente publicada, coincidindo a data de publicação com a data da promulgação. O rei tem o direito de rejeitar os projetos de lei. Um projeto de lei vetado pelo rei só pode voltar a discussão na Assembleia Legislativo no mandato seguinte ao veto.

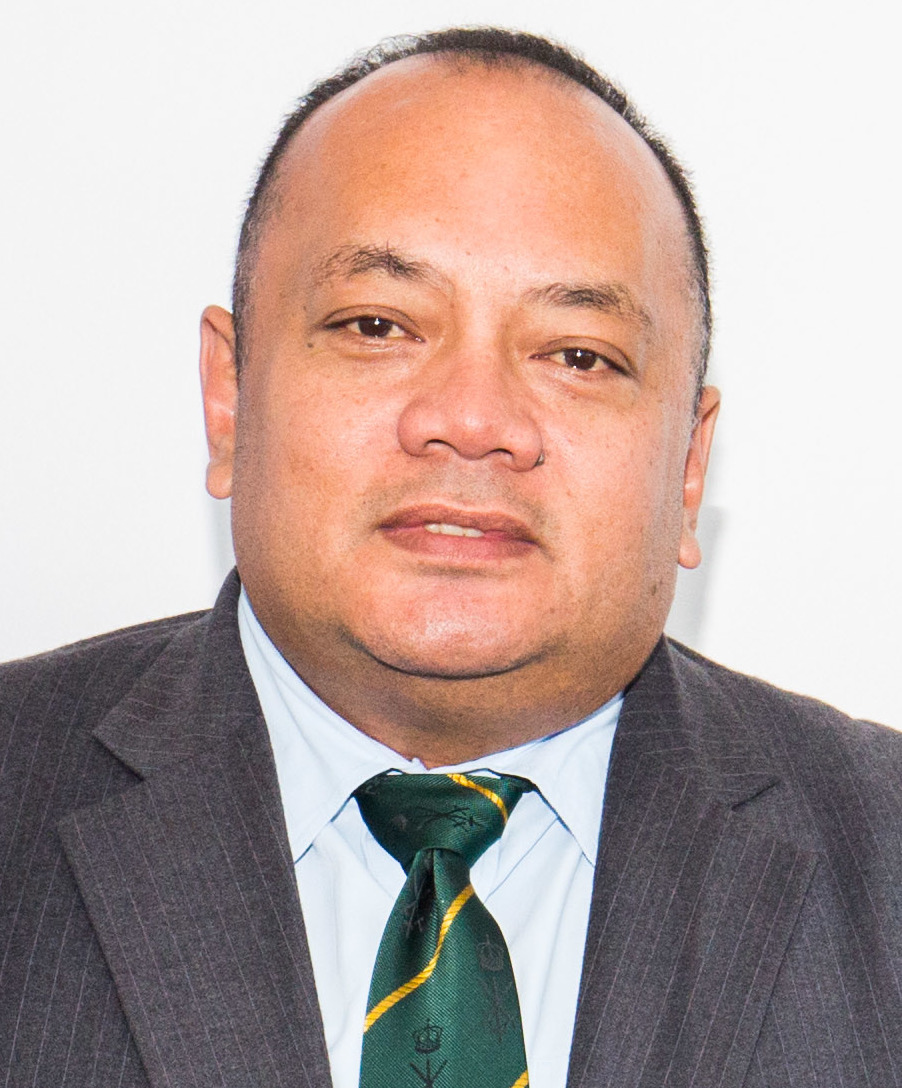
Siaosi Sovaleni, atual primeiro-ministro tonganês.

### Poder executivo
Em Tonga, o governo é composto pelo Primeiro-ministro, o Ministro das Relações Internacionais, Ministro das Terras, o Ministro do Policiamento e outros, que são nomeados pelo rei. Os ministros podem ser destituídos do cargo pela Assembleia Legislativa se suas atividades forem contra as leis. Os ministros do gabinete são membros do Conselho Privado e da Assembleia Legislativa. Cada ministro é obrigado a elaborar um relatório anual para se familiarizar com as atividades do ministério. O rei, por sua vez, transmitirá o relatório à Assembleia Legislativa. Se a Assembleia tiver quaisquer dúvidas relacionadas às atividades de um dos ministérios, então o ministro responsável deverá responder a estas questões.

### Poder judiciário
O sistema judicial de Tonga inclui o Conselho Privado de Tonga, o Tribunal de Recurso, o Supremo Tribunal, tribunais de magistrado e o Tribunal de Terras de Tonga.
O Conselho Privado de Tonga é um órgão consultivo do rei, que também executa algumas funções judiciais. Caso não haja consenso no Supremo Tribunal sobre determinada ação, este poderá consultar o Conselho Privado, que deve julgar o caso. A decisão do Conselho Privado é definitiva, sem poder reexaminar um processo penal. Neste caso, todas as decisões do Conselho devem ser assinadas pelo Ministro responsável. Além disso, o Conselho Privado pode recorrer da decisão do Juiz da Terra em propriedades hereditárias e títulos.
O Tribunal de Recurso de Tonga é composto  pelo Presidente do Supremo Tribunal do Reino, e outros juízes nomeados pelo Rei, com o consentimento do Conselho Privado. O Tribunal tem o direito exclusivo e competência de apreciar casos e decidir sobre recursos interpostos contra decisões de Tribunais Superiores ou da Terra (exceto para questões relacionadas às propriedades hereditárias e títulos).
O Supremo Tribunal de Tonga é constituído pelo Justiça Chefe e outros juízes nomeados pelo Rei, com o consentimento do Conselho Privado. O Supremo Tribunal tem o direito exclusivo de julgar os processos de direito comum e justiça para as violações da constituição e leis do Reino, bem como questões relacionadas com os tratados internacionais com as nações estrangeiras, ministros e cônsules, e casos que envolvam agentes diplomáticos, cônsules e do direito do mar. Mulheres podem advogar no país, 'Ana Kata Nau foi a primeira.

### Sistema de governo local
O sistema de governo local não é fixado por lei. No país, não existem conselhos de aldeia, que regularizam a gestão das aldeias. Todo o poder está nas mãos do governo central, que desenvolveu várias regras e regulamentos sobre a gestão da sociedade como um todo e vilas e aldeias em particular. As localidades do país estão divididas em distritos e cidades, chefiados pelos chefes de distrito ou de cidades, que são eleitos popularmente a cada três anos.
Aos chefes de distritos cabem as seguintes responsabilidades: controle sobre a saúde, - relatório trimestral sobre as condições sanitárias em todo o distrito - agricultura, finanças e outras questões identificadas pela legislação. O Chefe de Distrito é subordinado ao Chefe de Cidade. A competência dos Chefes de Cidades são: controle sobre a agricultura, saúde e ordem da cidade; convocação da "Fono" (conselhos populares) e fiscalização do Chefe de Distrito.

#### Distritos eleitorais
A eleição dos representantes do povo na Assembleia Legislativa de Tonga está disponível para todos os cidadãos alfabetizados do país com pelo menos 21 anos de idade que pagam regularmente seus impostos e que não sofram de deficiência mental. Qualquer cidadão que infrinja as leis eleitorais é punido com pena de prisão superior a dois anos. Esta pessoa só poderá reemancipar-se após obter o perdão do rei.
O país está dividido em cinco distritos eleitorais: Tongatapu, Ha'apai, Vava'u, ʻEua e Niuafo'ou. Em Tongatapu são eleitos três representantes de seus pares e três representantes do povo. Em Ha'apai e Vava'u, são eleitos dois representantes de seus pares e dois representantes do povo. Em ʻEua e Niuafo'ou é eleito um representante de seus pares e um representante do povo.

#### Partidos políticos
Existem três partidos políticos em Tonga: Movimento de Direitos Humanos e Democracia (em inglês:  Human Rights and Democracy Movement), Partido de Construção do Estado Sustentável (tong.: Paati Langafonua Tu'uloa) e o Partido Democrático Popular.
O Movimento de Direitos Humanos e Democracia é o maior partido do país e foi fundado em 1970, tendo sido registrado sob seu nome atual em 2002. O Partido Democrático Popular foi criado em 8 de abril de 2005, como resultado da desmembramento do Movimento de Direitos Humanos e Democracia, e oficialmente registrado em 1 de julho de 2005. O mais novo partido do país, o Partido de construção do Estado Sustentável, foi fundado em 4 de agosto de 2007 em Auckland (Nova Zelândia).

### Política externa e relações internacionais
Tonga mantém relações diplomáticas com vários países. As relações internacionais mais antigas de Tonga com países de fora da Oceania são com a França e com a Rússia e foram estabelecidas em 1855 com a assinatura de um Tratado de Amizade. No entanto, apenas a Austrália, República Popular da China, Japão e Nova Zelândia mantêm embaixadas ou Alto Comissariado no país, em Nucualofa. O Brasil pretende abrir uma embaixada em Tonga. Tonga mantém uma única embaixada, em Pequim (China). O país também mantém um representante permanente junto das Organização das Nações Unidas, um cônsul honorário em Londres (Reino Unido) e São Francisco (Estados Unidos) e representantes governamentais na Austrália e Nova Zelândia.

### Forças Armadas
Tonga tem forças armadas regulares, conhecidas como Força de Defesa Tonganesa. Suas principais funções são proteger o reino de autoridades civis e ajudar na manutenção da ordem, além de outras funções e deveres.

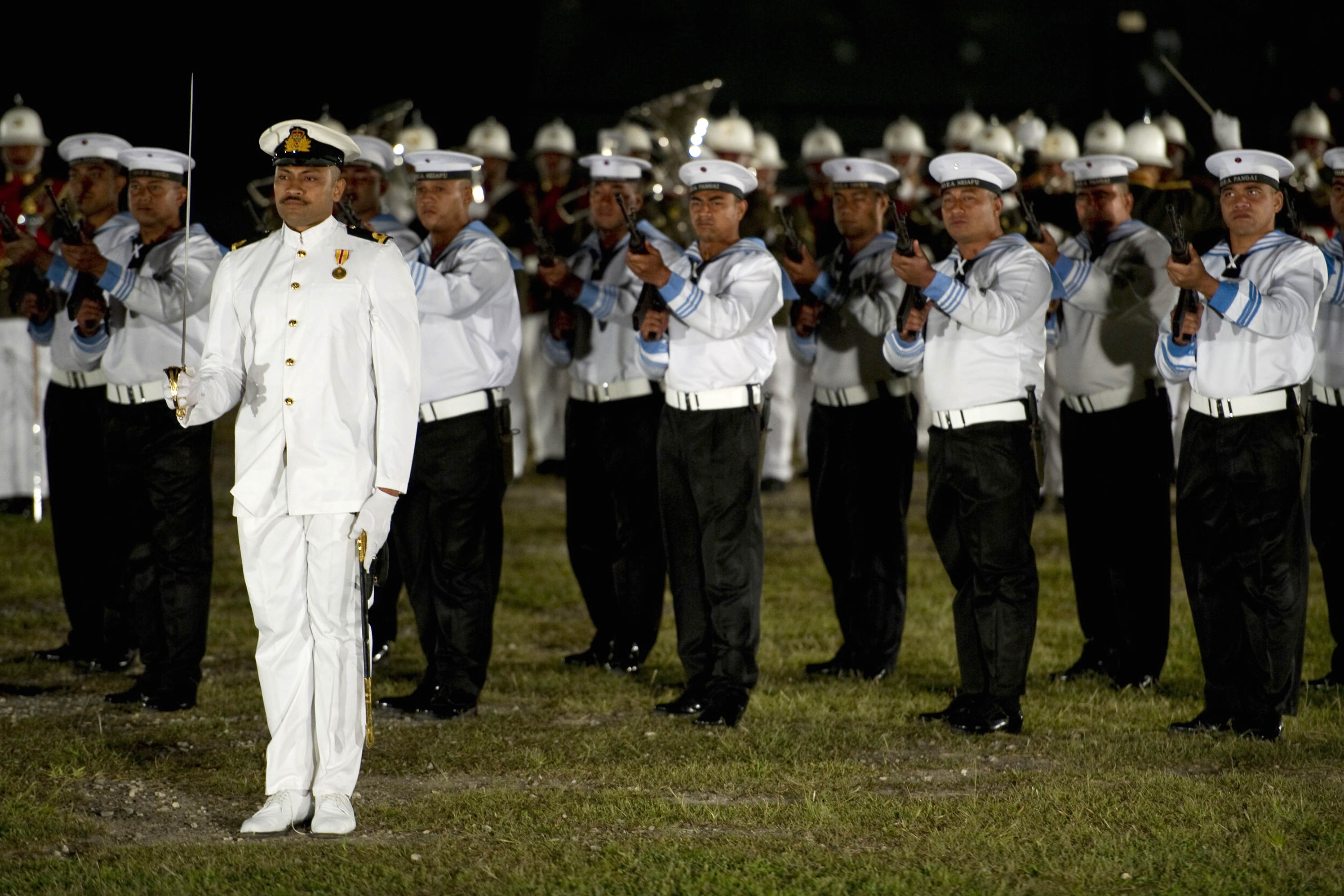
Guarda de honra de fuzileiros navais de Tonga.

Tonga tem uma rica história militar: os tonganeses participaram ativamente da Primeira Guerra Mundial, enviando forças expedicionárias através da Nova Zelândia. No início da Segunda Guerra Mundial foi criada a Força de Defesa, que no entanto foi dispensada até o final da guerra, em 1946.
Atualmente, a Marinha Tonganesa possui ao seu serviço três barcos de patrulha e dois aviões ligeiros. O número de integrantes das Forças Armadas de Tonga totaliza cerca de 450 pessoas e são apoiadas pela Austrália, Nova Zelândia e os Estados Unidos. Nos últimos anos, unidades do exército de Tonga participaram das operações de paz nas Ilhas Salomão e como parte das forças da coalizão internacional no Iraque (a missão de Tonga foi retirada do país em dezembro de 2008).

### Criminalidade
Em 2005, foram cometidos 2 932 crimes, sendo 652 contra a pessoa humana e 1952 contra a propriedade.

## Divisão administrativa

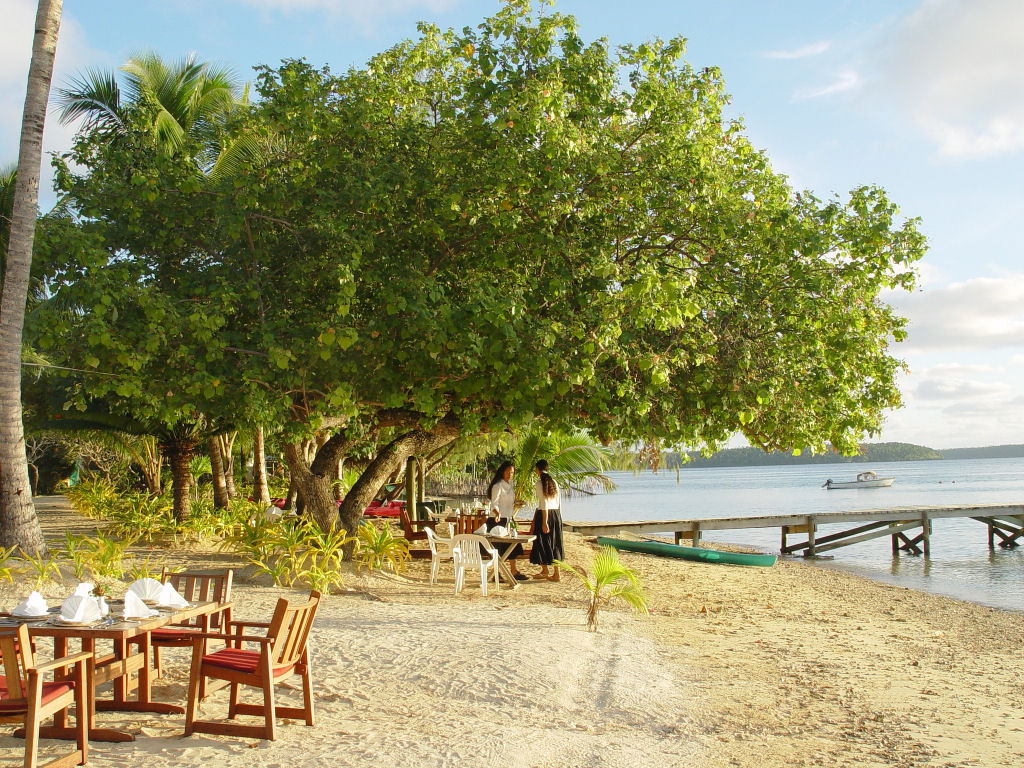
Praia em Vava'u

O Reino de Tonga é dividido em cinco distritos administrativos: Vava'u, Niuas, Tongatapu, Ha'apai e ʻEua. Por sua vez esses distritos são divididos em ilhas, ilhotas, cidades e aldeias.
| Distrito  | Área (km²) | População | Cidade sede |
| --------- | ---------- | --------- | ----------- |
| ʻEua      | 87         | 5 165     | 'Ohonua     |
| Ha'apai   | 110        | 7 572     | Pangai      |
| Niuas     | 72         | 1 652     | Hihifo      |
| Tongatapu | 261        | 71 260    | Nucualofa   |
| Vava'u    | 119        | 15 485    | Neiafu      |

## Economia

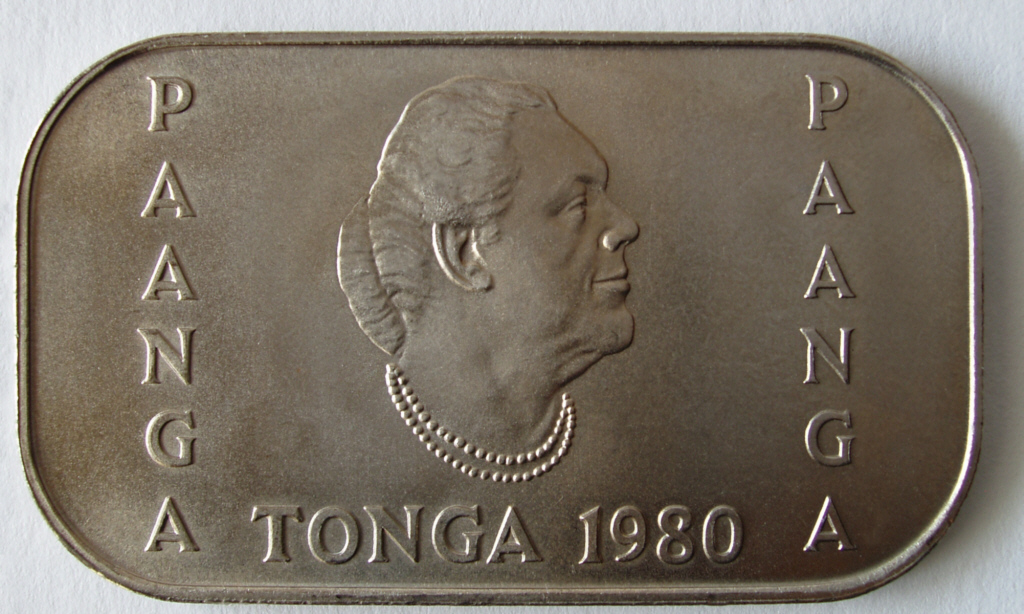
Face de moeda de 1980 de um pa'anga, a unidade monetária de Tonga.

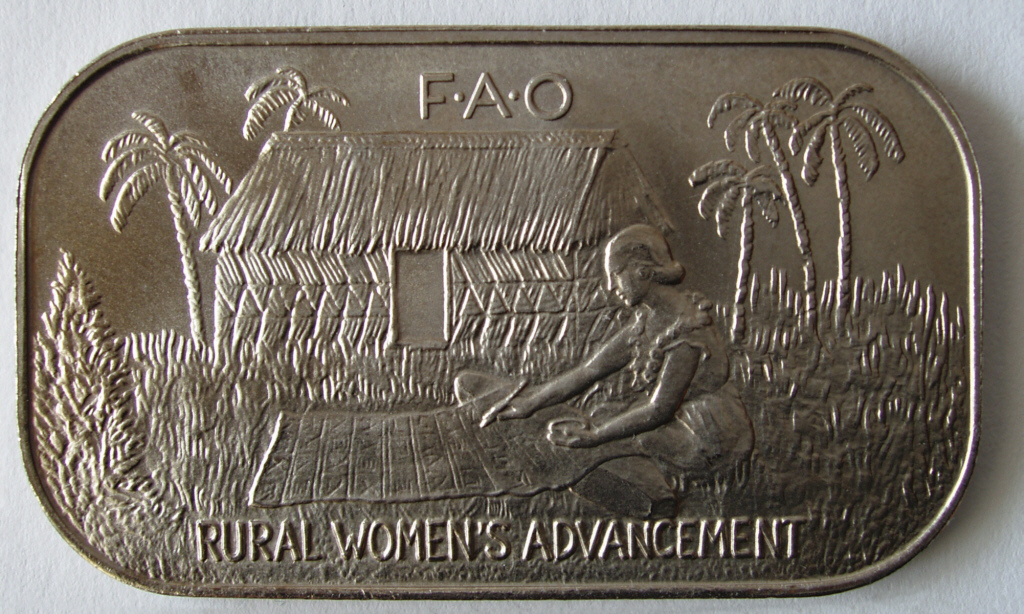
Contraface da moeda de um pa'anga de 1980

As características que determinam a situação econômica em Tonga não são diferentes dos de outros países da Oceania: a pequena dimensão da zona econômica, os recursos naturais limitados, a grande distância do país aos principais mercados mundiais e a escassez de especiarias são alguns dos problemas enfrentados pelo país no campo económico. Os principais fatores que podem prejudicar a estabilidade econômica do arquipélago são as catástrofes naturais (secas e ciclones, principalmente) e as flutuações nos mercados mundiais. Isto é devido ao fato de que as principais exportações tonganesas são frutos do mar e produtos nativos da ilha (baunilha, peixe, coco, etc.) que são muito sensíveis a processos naturais. A distância geográfica do país dos grandes mercados consumidores gera não só custos elevados de transporte, mas também dificulta a mobilidade internacional dos fatores de produção.
Segundo a avaliação da CIA, a paridade do poder de compra em 2007 era de cerca de 526 000 mil dólares, e o PIB per capita $ 5100. No período 1973-1995, o crescimento econômico anual, largamente determinado pelo gasto público e pelas remessas do exterior, totalizaram cerca de 1,8%. O crescimento real anual do PIB no período 1994-2001 foi de 2,2% em média, variando de 0,1 a 6,2%, indicando a dependência da economia em setores como a agricultura e o turismo. Em 2007, o crescimento do PIB foi negativo: -3,5%, um reflexo do enfraquecimento da economia de Tonga.
Segundo dados de 2006, 57% da população acima de 15 anos é economicamente ativa. Porém, apenas 37% recebem uma remuneração salarial regular. 45% dos homens e 29% das mulheres acima de 15 anos são trabalhadores. 17% dos homens trabalham na agricultura e pesca contra 19% das mulheres em idade ativa. Nas zonas urbanas, a taxa de desemprego é de 5,4%, caindo para 4,8% nas zonas rurais.
Tonga possui uma infraestrutura razoável e um setor de serviços sociais bastante desenvolvido. O governo tem encorajado os investimentos privados e tem aumentado as despesas com educação e saúde pública. Em 27 de julho de 2007, Tonga se tornou o 151º membro da Organização Mundial do Comércio (OMC).

### Agricultura

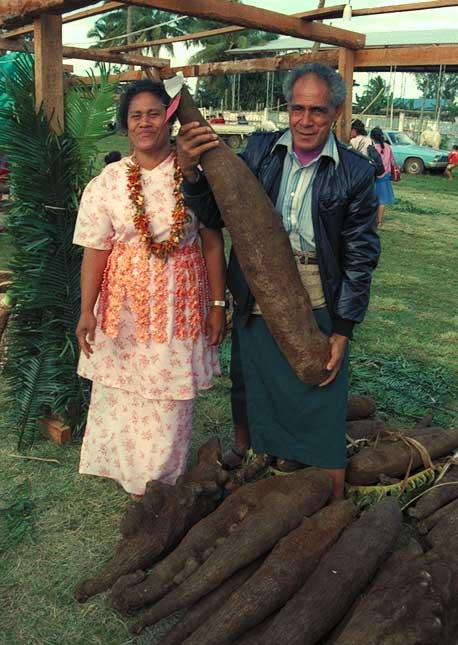
Tonganeses e seus produtos agrícolas

Um dos setores importantes da economia de Tonga é a agricultura. No entanto, nos últimos anos assiste-se ao declínio da participação desse setor no PIB do país. Por exemplo, no período de 1994 a 1995 a participação da agricultura no PIB era de 34%, enquanto no período de  2005 a 2006, esse número desceu para 25%. A causa apontada para descida é a diversificação da economia local, que resultou em grande aumento da importância do setor de serviços. O principal objetivo deste processo é expandir a base econômica de Tonga, com vista a fortalecer a economia em caso de futuros choques externos.
Os principais produtos provenientes da agricultura são o coco - isto inclui a exportação de mudas de coqueiro, tendo em vista que o endosperma das sementes desta planta oleosa produz óleo de copra - banana, baunilha, abóbora, cacau, café, gengibre e  pimenta-preta.

### Pesca
Em relação a pesca, o país tem uma extensa zona econômica exclusiva, que cobre uma área de aproximadamente 700 000 km². O Estado também emite licenças de pesca para embarcações estrangeiras, concedendo a estas embarcações o direito de pescar em sua zona econômica. As condições climáticas afetam diretamente os rendimentos da pesca (principalmente o El Niño e La Niña). O principal interesse dos navios estrangeiros é o atum.
No final de 1960, iniciou-se em Tonga a captura de lagosta, voltada ao lado comercial, atingindo-se captura anuais de cerca de 36 toneladas. No entanto, assiste-se nos últimos anos a uma redução neste valor. Além disso, levantou-se vários tipos de bivalves marinhos: alguns deles são para o consumo interno e outros usados para confeccionar lembranças para turistas. O governo também incentivou a criação de ostras e pérolas, sendo, na maioria das vezes, experiências bem sucedidas. O início da criação de moluscos no país aconteceu em  1960; em 1993 foi iniciado nas ilhas de Vava'u um processo para criar fazendas comerciais para o cultivo de pérolas.

### Turismo

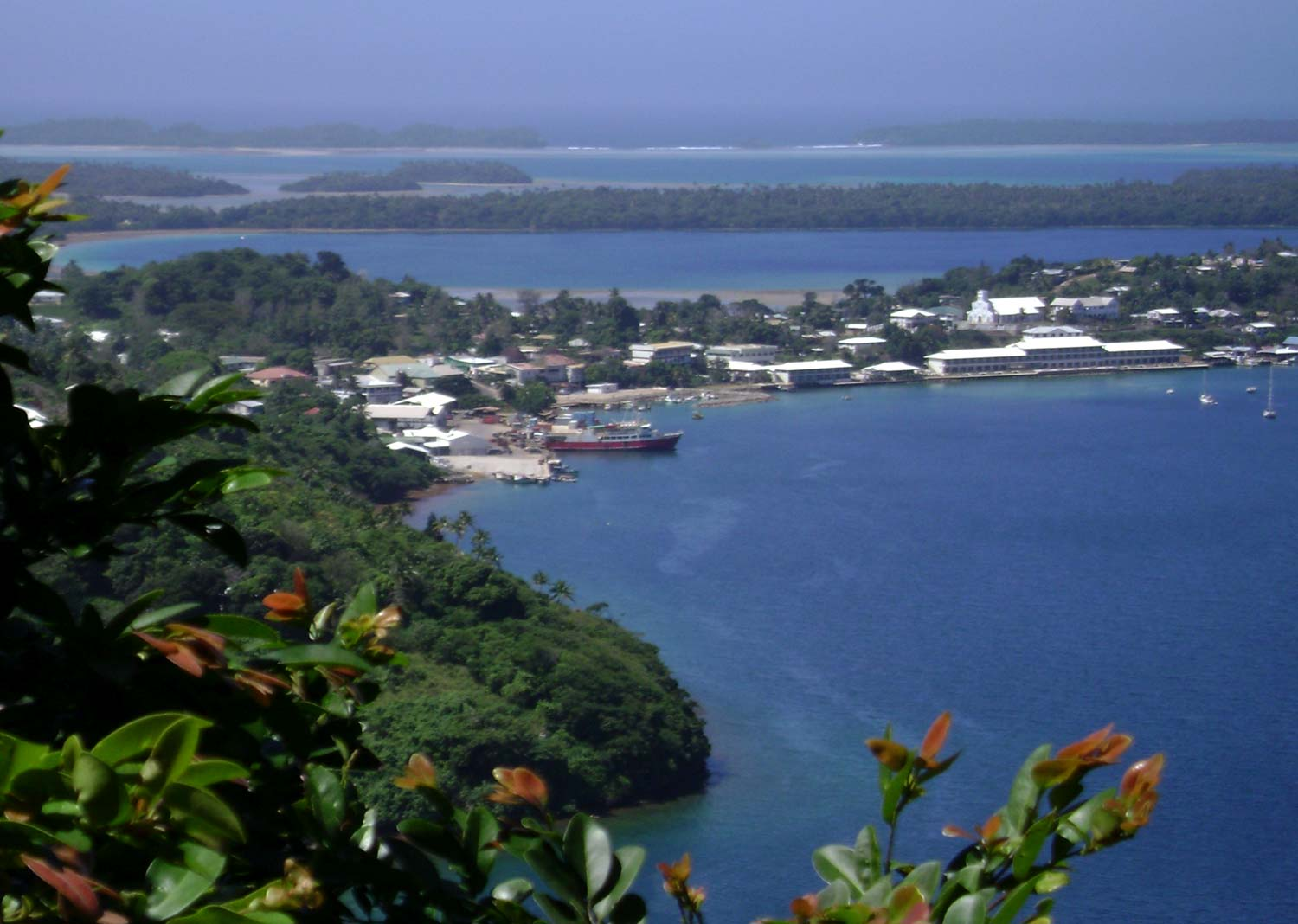
Vista aérea de Neiafu.

Durante a época pós-colonização, o turismo era relativamente fraco. Em 1966 foi dado o primeiro passo importante para o desenvolvimento do turismo no arquipélago, com a construção do maior hotel do país, o International Dateline Hotel. Atualmente, o turismo desempenha um papel importante na economia de Tonga, constituindo-se em uma das principais fontes de ingressos de moeda estrangeira. Em 2004, o país foi visitado por 41 208 visitantes, mais 10 000 do que em 1999, quando o país foi visitado por 30 949 pessoas. O país foi visitado principalmente por turistas da Nova Zelândia, Austrália, Estados Unidos, Japão, Fiji, Canadá e Alemanha. Em 2003, os principais motivos de viagem a Tonga eram férias e visitas a amigos e parentes, e os principais tipos de recreação para os estrangeiros eram a pesca desportiva, mergulho, turismo cultural, natação, surfe e campismo.
Cidadãos de vários estados, incluindo as ex-repúblicas soviéticas como a Rússia, Ucrânia, Letónia e Lituânia não precisam de visto para entrar no país.

### Relações econômicas externas
As principais exportações agrícolas tonganesas são a abóbora, peixes em geral, baunilha e colheitas de raiz. O país depende das importações de produtos alimentares, produtos de engenharia e de veículos, combustível e produtos químicos. É frequente que o valor das importações super o valor das exportações. Em 2006, as exportações totalizaram US$ 22 milhões, sendo que as importações somaram US$ 139 milhões de dólares.
Em 2007 os principais parceiros de importação do país foram Fiji (32%), Nova Zelândia (27%), Estados Unidos (9%), Austrália (8%) e China (5%). Os principais parceiros de exportação são os Estados Unidos (34%), Japão (20%), Coreia do Sul (10%), Fiji (6%) e Samoa (5%).

## Infraestrutura

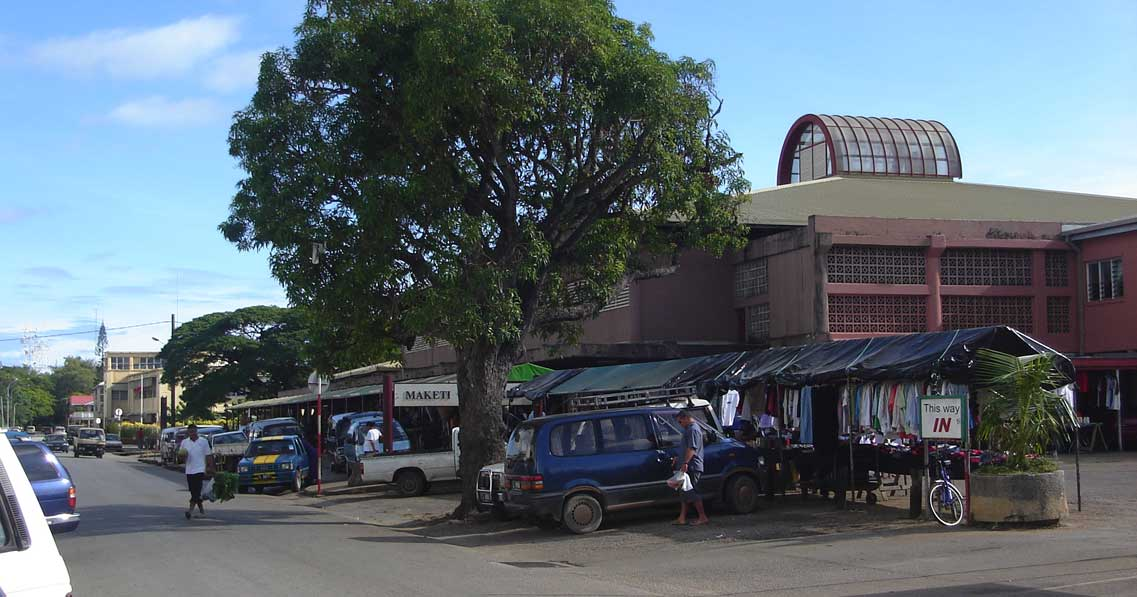
O mercado de Talamahu, em Nucualofa

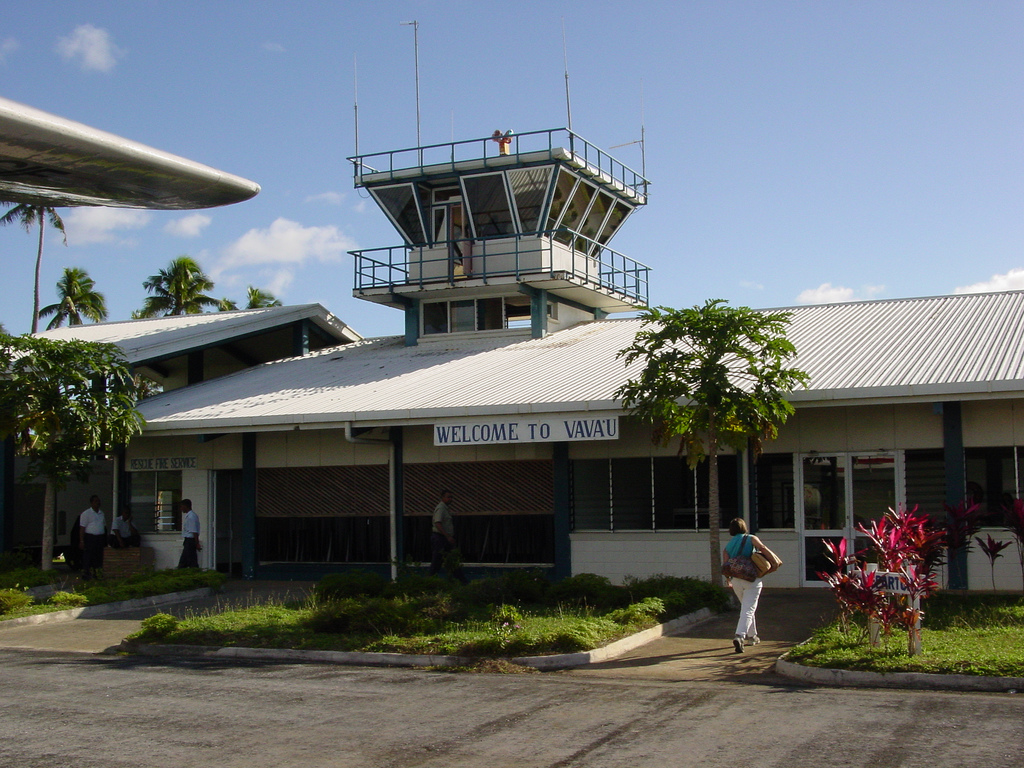
Aeroporto de Vava'u

De acordo com o censo de 2006, apenas 15% das residências possuíam água encanada, 70% possuíam rede de esgoto e instalações sanitárias adequadas e 3% das residências possuíam outra fonte de abastecimento de água. No quesito energia elétrica, 89% das residências tinham acesso à energia elétrica, variando entre 80% e 95% por região. Entretanto, 44% das famílias, mesmo aquelas com acesso à energia elétrica, utilizam o querosene ou energia solar como principal fonte de iluminação. A principal fonte de energia para cozinhar foi o gás. Seu uso é mais comum em Tongatapu. A lenha também é uma das principais fontes para a cozinha.
85% das residências são servidas por coleta de lixo. Entretanto, apenas 11% possuem coleta de lixo seletiva. 5% das residências depositam os resíduos domésticos em lugares inadequados.
No que se refere à habitação, 72% das famílias tonganesas possuem residência própria, contra 4% que vivem em casas de aluguel e 23% que vivem em residências de amigos ou familiares.

### Transportes
Um obstáculo para o desenvolvimento da rede rodoviária do país é a falta de recursos terrestres, bem como o atual regime de uso da terra. Além disso, a maioria das estradas foi construída com fundos recebidos de governos estrangeiros. Em 2000, existiam 680 km de rodovias, dos quais apenas 184 km eram pavimentados. O país não tem ferrovias.
A única companhia aérea tonganesa é a Royal Tongan Airlines.  Fundada em 1985, realiza voos domésticos e internacionais. Entre 2004 e e 2006 existiu outra companhia, a Peau Vava'u, a qual só operava voos domésticos. As grandes companhias aéreas internacionais que realizam voos para o país, são a Air Pacific, Air New Zealand e a Pacific Blue. O país tem 6 aeroportos, mas apenas um deles, — o Aeroporto Internacional de Fuaʻamotu, — possui pista asfaltada.
A maioria das ilhas são servidas por transportes públicos. O maior porto do país está localizado na capital, Nucualofa.

### Comunicações

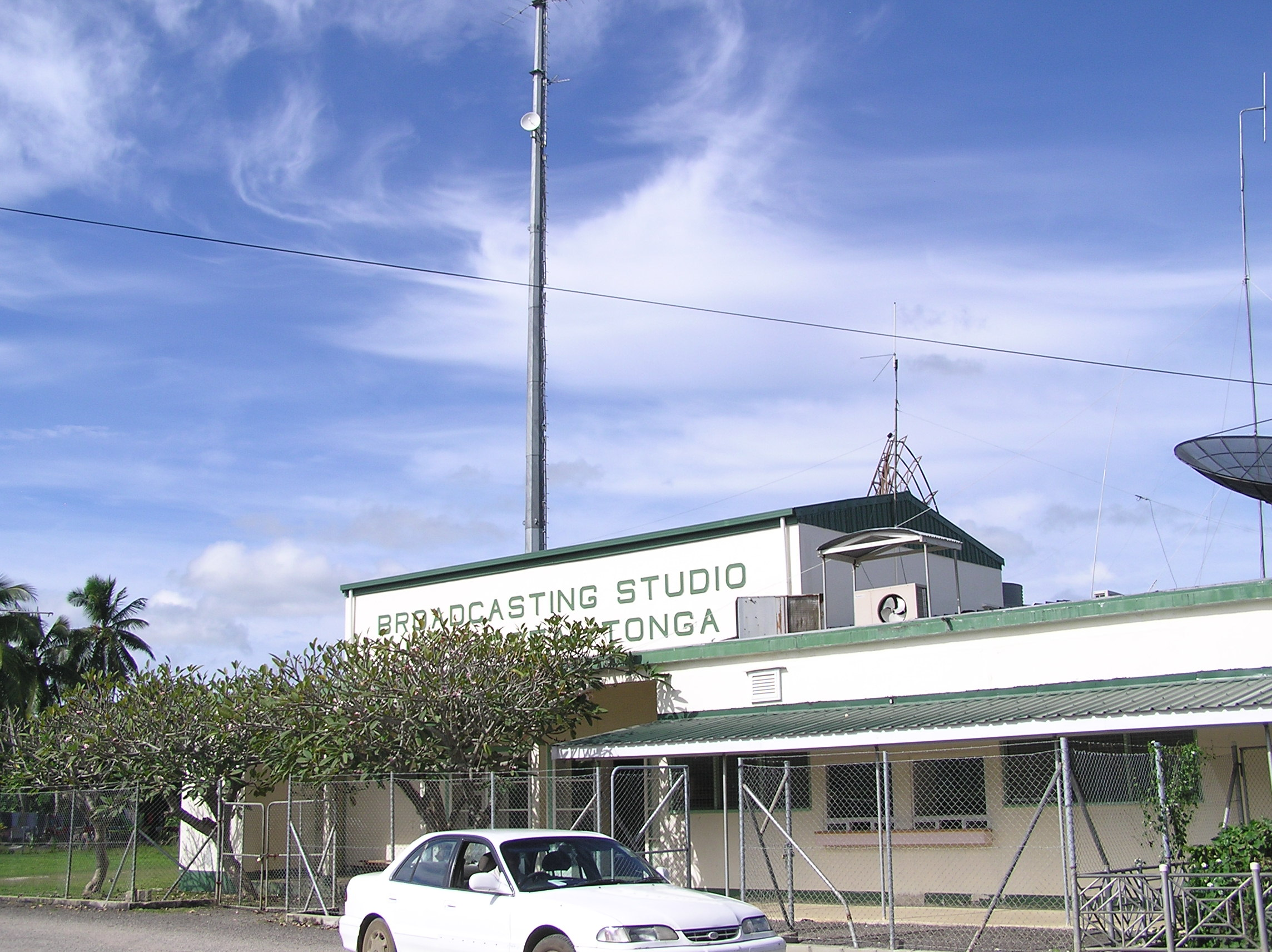
Edifício da emissora de televisão Tongan Broadcasting Commission (TBC).

Em Tonga há duas publicações semanais:  a revista Matangi Tonga, privada, e o jornal "Tonga Chronicle", pertencente ao governo do país e publicado semanalmente às sextas-feiras em dois idiomas, tonganês e inglês. Existe ainda um jornal privado, fundado em abril de 1989 e publicado em Auckland (Nova Zelândia) duas vezes por semana, o "Times de Tonga", que inclui uma coluna de noticiários das ilhas de Tonga.
Há quatro estações de rádio no país: a "Kool 90FM", de propriedade do Governo; a "Rádio 2000", privada; a "Rádio Nucualofa", privada; e a 93FM, religiosa privada. Estão estabelecidas três empresas que prestam serviços de televisão: Tonga Broadcasting Commission (TBC), uma organização governamental, que possui canais de televisão aberta; a Tonfon, também de televisão aberta; e a Friendly Ilha Broadcasting Network, uma empresa privada que presta serviços somente para a ilha de Vava'u.
Nas ilhas estão disponíveis vários serviços de telecomunicações, incluindo telefones e Internet. Segundo dados de 2007, há no país pouco mais de 21 mil telefones domésticos,  46,5 mil telefones móveis e 8,4 mil residências com acesso à internet.

### Educação
Os missionários protestantes, que fundaram a primeira missão cristã no arquipélago, iniciaram no país a educação escolar, que também ensinava as ideias de John Wesley. Posteriormente, o sistema de ensino recebeu uma grande influência de representantes de outras doutrinas cristãs. Em 1876, foi introduzido nas as ilhas de Tonga o ensino primário universal. O sistema de ensino só tornou-se de responsabilidade do governo em 1882, quando o governo tomou o controle exclusivo da educação. Mesmo assim, em 1906, muitas missões religiosas foram novamente autorizadas a criar suas próprias escolas. O ensino público de Tonga possui um nível alto, em comparação com outros países da Oceania. Quase não há analfabetos no país. De acordo com o censo de 2006, a taxa de alfabetização entre pessoas de 15 a 25 anos é de 98,4%, sendo que entre as mulheres este índice sobe para 98,8%. Em 1999, o governo divulgou uma avaliação, revelando que 98,9% dos habitantes eram bilíngues, ou seja, sabiam ler e escrever os dois idiomas oficiais do país, o inglês e o tonganês.
Ao contrário de muitos países da Oceania, a educação em Tonga é obrigatória e gratuita para crianças dos seis anos aos catorze anos. O sistema de educação do País é composto por várias etapas: seis anos de ensino primário, sete anos de ensino secundário e o ensino superior varia de seis meses a três anos.
Em 1997 havia 116 escolas no país. Destas, 105 eram públicas e 11 privadas, pertencentes principalmente a igrejas, como a Igreja Wesleyana Livre, A Igreja de Jesus Cristo dos Santos dos Últimos Dias e a Igreja Católica. Em 2006, havia 16 941 estudantes no ensino secundário, sendo 8 958 homens e 7 983 mulheres. O número de professores era de 760.
Em 1997, estavam registradas 41 instituições de ensino superior no país, sendo 8 delas públicas e 33 privadas, estas últimas pertencentes em sua maioria, a igrejas protestantes. Em 2006, havia 14 311 universitários, sendo 7 364 homens e 6 947 mulheres, com um total de 999 professores.
O governo mantém ainda outras entidades educacionais dignas de nota, como o Instituto de Educação e Formação Profissional, o Instituto Politécnico, o Colégio de Inglês para Professores e a Escola de Enfermagem. Há ainda um campus da South Pacific University (Universidade do Pacífico Sul) em Nucualofa, estabelecido em 1971, que conta com 1 400 estudantes e 40 funcionários entre docentes e outro pessoal.
Países como Austrália, Nova Zelândia e Japão financiam projetos educacionais para estudantes oriundos de Tonga.

### Saúde
O sistema de saúde tonganês é bastante desenvolvido, em comparação com outros países da Oceania. Embora a medicina tradicional ainda desempenhe um papel importante, a maioria da população tonganesa aceita e faz uso da medicina moderna quando considera que ela pode ser benéfica. A assistência médica nas unidades de saúde do governo é gratuita. O setor privado na área da saúde é pouco desenvolvido e é representado principalmente por curandeiros tradicionais e médicos do governo que praticam medicina privada como segundo emprego. Há um sistema de seguro de saúde, mas abrange apenas os funcionários do governo.
O governo divide o arquipélago em quatro áreas para efeitos de saúde. Existe um hospital de grande porte com 199 camas, localizado em Nucualofa, especializado em tratamento de pacientes com diferentes tipos de doenças, mas que não está equipado para cirurgias que requerem equipamentos de alta tecnologia. Nas ilhas de ‘Eua, Ha'apai e Vava'u há três hospitais. Além disso, existem 14 centros de atenção primária à saúde e 34 maternidades. Em 2003, havia em Tonga 23 odontologistas, 126 médicos, 342 enfermeiros e 21 parteiras.
As principais causas de morbidade em Tonga são as infecções respiratórias agudas, como gripe e pneumonia. Nas últimas décadas, há casos de doenças generalizadas e não transmissíveis, como diabetes, obesidade e doenças cardiovasculares, cujas causas se devem a vários fatores, nomeadamente os processos de globalização, o crescimento do bem-estar da população, a automação da produção, o aumento do consumo de bens importados ricos em gordura e açúcar, diminuição da atividade física dos adultos e o aumento no número de fumantes. Nos últimos anos houve um aumento significativo dos casos de doenças sexualmente transmissíveis (DSTs).
De acordo com o censo de 2006, 21% da população é fumante. Destes, apenas 9% são mulheres e 33% são idosos.

## Cultura

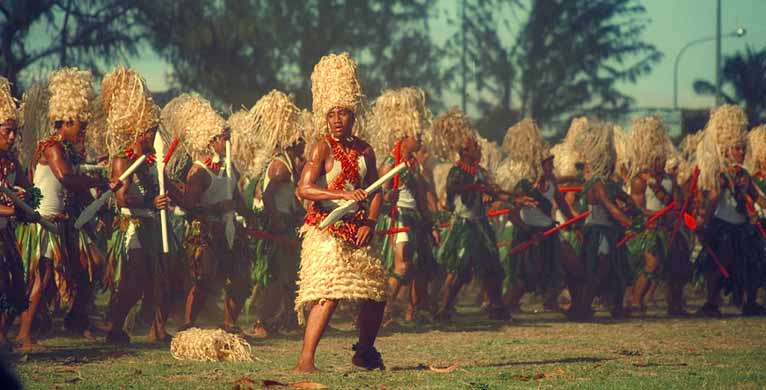
Jovens universitários executando uma dança tradicional Kailao

A sociedade contemporânea de Tonga, bem como as tradicionais, é caracterizada pela estratificação populacional elevada e hierarquia. No entanto, há vários séculos na divisão da sociedade para as fileiras das mudanças significativas, que é largamente atenuada na sociedade as diferenças entre diferentes grupos sociais. Na sociedade de Tonga, existem três grupos sociais principais: os representantes da família real, (em língua tonganesa chamados de ha'a tu'i), líderes e cidadãos ilustres de destaque, entre os quais podemos citar ativistas, líderes religiosos, artistas, entre outros (chamados em língua tonganesa de hou'eiki) e as pessoas comuns (chamados em língua tonganesa de tu'a kau). Todos os títulos ainda são hereditários e geralmente transmitidos apenas através da linha masculina. A constituição de 1875 introduziu no Reino uma nova categoria — a aristocracia rural.
A organização social da sociedade nas ilhas de Tonga, que envolve uma hierarquia de pessoas com base em seu status e poder, em grande parte opera com base na família. As famílias tonganesas consistem em casais e seus filhos que vivem em uma casa, ou em um conjunto de famílias que vivem em uma ou várias aldeias. O sexo e a idade também é determinante no papel mais ou menos significativo da pessoa na sociedade do país. Por exemplo, a posição da mulher na sociedade tonganesa tem sido tradicionalmente considerada mais privilegiada do que a dos homens. No entanto, a herança da terra ou os títulos de destaque do país são preferencialmente dados à linha masculina.

### Música

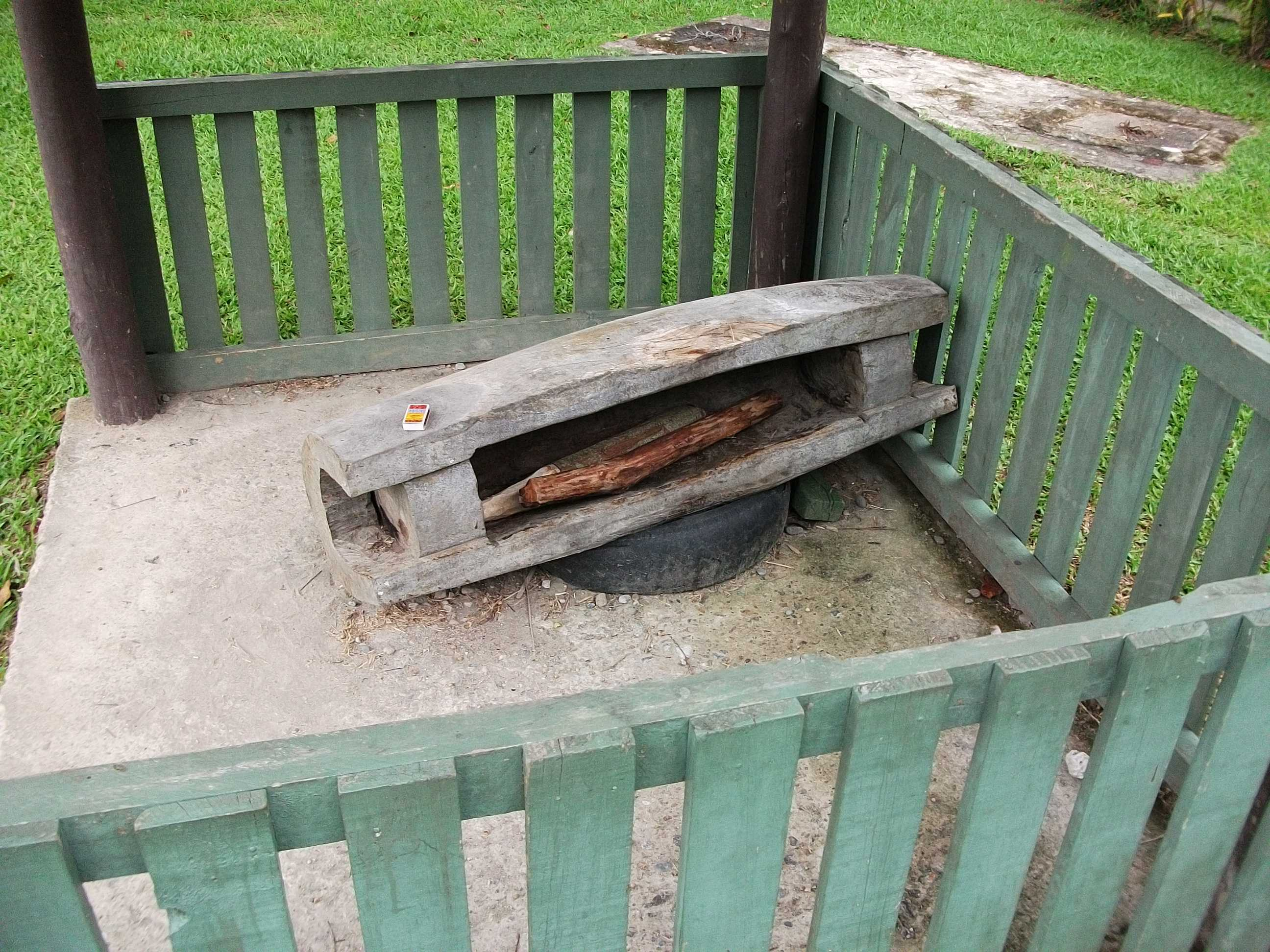
Tambor Lali, originário de Fiji e Tonga.

A informação sobre a música e instrumentos musicais existentes de Tonga antes da colonização é muito escassa. Os primeiros viajantes europeus que visitaram o arquipélago, James Cook e William Mariner, fizeram em seus diários algumas notas sobre a música tradicional que ouviram durante as visitas às ilhas. Entre os instrumentos populares  tonganeses, está o idiofony (tambores, gongos de fenda e harpa).
Antes do advento dos europeus, os tambores estavam ausentes em toda a Polinésia, exceto em Tokelau). Supõe-se que os tambores das ilhas de Tonga foram importados de Samoa, juntamente com a dança "mauluulu" (em tonganês: māuluulu), e desde então esses dois elementos culturais passaram por transformações significativas. Os gongos de fenda, que foram difundidos em Tonga e citados no diário de James Cook em 1784, foram importados das ilhas Fiji. De acordo com as descrições de James Cook, os gongos de fenda tinham um comprimento de 0,9 a 1,2 metros de espessura, duas vezes menor que os gongos de fenda das ilhas vizinhas, com uma pequena diferença de 8 cm comparado com o mesmo instrumento de Fiji.
O utete é um instrumento musical local, feito de folhas de coqueiro e com comprimento de 25 centímetros e largura de 3 centímetros. Seu uso é muito comum no país e muito raro fora deste. Instrumentos musicais comuns no Ocidente, como a flauta, violão e cavaquinho, são importados dos países europeus.
A música contemporânea de Tonga foi influenciada por várias correntes musicais da Europa, do Pacífico e do Caribe. Geralmente, as letras de músicas tonganesas são poesias construídas sobre músicas e danças tradicionais.

### Dança

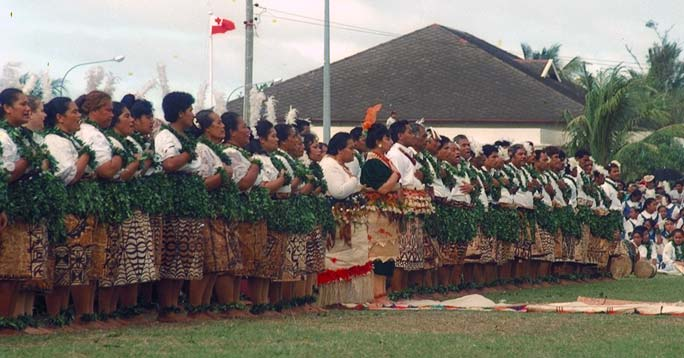
Dança lakalaka, reconhecida pela UNESCO.

As danças cerimoniais oficiais foram amplamente utilizadas no passado e preservadas até os tempos atuais. A dança tonganesa mais conhecida é a me'etu'upaki, uma dança executada apenas por homens na qual são utilizados três instrumentos musicais: tambor fali, utete e matracas. O suporte de voz é fornecido por um grupo de homens e mulheres que se sentam na frente de uma bailarina, a personagem principal da dança. No passado, a dança me'etu'upaki era realizada apenas durante os grandes eventos de importância nacional. Atualmente, essa dança é realizada com mais frequências nas aldeias.
Há também a dança 'otuhaka, na qual participam homens e mulheres. A música é acompanhada pelos demais com o movimento das mãos, geralmente executadas uma após a outra. No passado, o instrumento mais comum nesta dança era o tambor, mas com o passar do tempo outros instrumentos foram sendo adicionados, como a guitarra e o tafue, um instrumento feito de duas varas de bambu.
Outra dança bem conhecida de Tonga é a lakalaka, que foi declarada pela UNESCO em 2003 como uma das "Obras Primas do Patrimônio Oral e Imaterial da Humanidade" e é muitas vezes apontada como a dança nacional. A dança é uma mistura de coreografia, oratória e polifonia vocal e instrumental que envolve centenas de participantes, entre homens e mulheres, que se alinham em filas, com os homens à direita e as mulheres à esquerda. Os homens dançam executando movimentos enérgicos, enquanto as mulheres executam passos de dança graciosos coordenados com elegantes gestos de mãos. Ambos os grupos batem palmas e cantam enquanto dançam e frequentemente há um acompanhamento vocal de um coro.

### Gastronomia

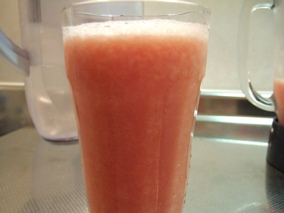
Otai, uma bebida de origem tonganesa.

Os antigos tonganeses tinham como base de sua alimentação, produtos agrícolas como inhame, batata-doce, banana e coco, entre outros produtos. Consumiram uma grande quantidade de peixes que normalmente são assados em folhas especiais, em fornos subterrâneos. Considerada uma iguaria de vários moluscos, que foram comidos crus. Têm sido amplamente distribuídos bebida de leite de coco. Os antigos habitantes do arquipélago também criavam porcos.
Na alimentação atual dos tonganeses há muitos produtos e plantas que foram trazidos para as ilhas pelos europeus, como a cebola, repolho, cenoura, tomate, laranja, limão e mandioca. Há ainda a destacar a melancia, que se tornou muito popular no arquipélago. Uma das bebidas não alcoólicas tonganesas, o otai, é obtida a partir da mistura de suco de melancia, leite de coco e por vezes  outros sucos de frutas como manga e abacaxi.
Entre os pratos tradicionais de Tonga podem ser citados:
- Pulu'lu — Carne cozida em folhas de taioba, juntamente com cebola e leite de coco;
- Tong'lu — Cordeiro cozido;
- Vai'siaine — Sopa feita de banana e coco.

Há também uma bebida chamada kava, feita a partir de raízes da planta do mesmo nome, e servida em cerimônias e sessões solenes. A kava é usada pelos tonganeses na prevenção e cura de doenças como dores de cabeça, hemoglobinúria malária, tuberculose, lepra, câncer, asma, indigestão e insônia.

### Esportes

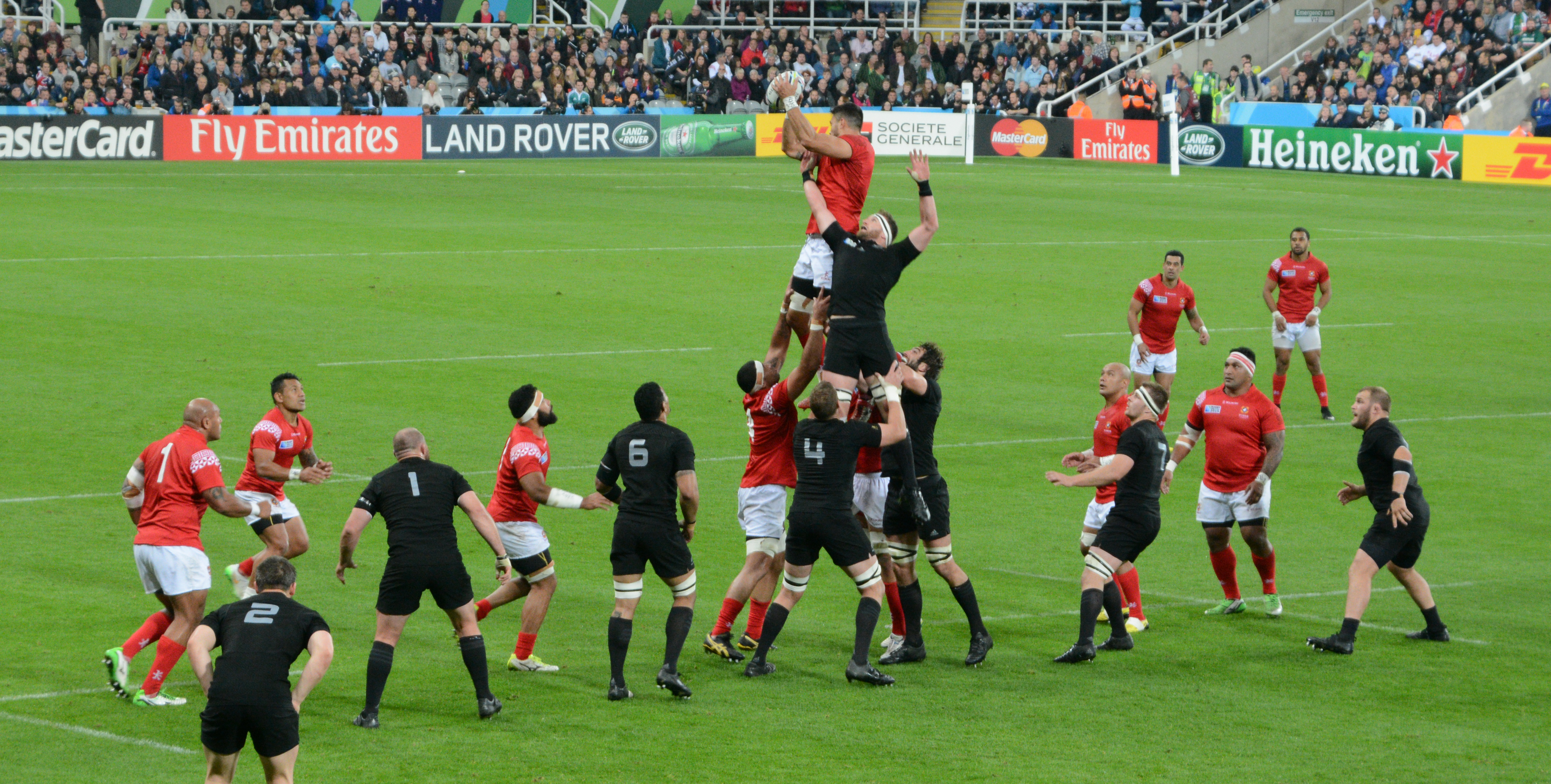
Seleção Tonganesa de Rugby (em vermelho) durante uma partida da Copa do Mundo de Rugby de 2015.

O esporte mais popular em Tonga é o rugby. A Seleção Tonganesa de Rugby é conhecida como "Águias do Mar". Apesar de ter obtido piores resultados que as equipes de Samoa e Fiji, o país participou quatro vezes da Copa Mundial de Rugby, a primeira delas em 1987. O desempenho de maior sucesso da equipe nacional deu-se no Campeonato Mundial de Rugby em 2007, quando o país derrotou os Estados Unidos em duas partidas consecutivas, com resultados de 25 a 15 pontos e 19 a 15 pontos, respectivamente. No entanto, nas duas partidas seguintes, a equipe nacional perdeu para a Nova Zelândia e Inglaterra, acabando em terceiro lugar.
A Associação de Futebol de Tonga é membro da FIFA e da Confederação de Futebol da Oceania desde 1994. A primeira partida internacional envolvendo a Seleção Tonganesa de Futebol foi realizada em 31 de agosto de 1979, no qual a seleção foi derrotada pela de Tuvalu. A maior derrota sofrida pela equipe foi em 9 de abril de 2001, perdendo para a Austrália por 22 a 0. A maior vitória de Tonga deu-se contra a Seleção de Futebol dos Estados Federados da Micronésia, em 5 de julho de 2003, durante os Jogos do Pacífico Sul, em Fiji, com um resultado de 7 a 0.
O Comitê Olímpico Nacional do país foi formado em 1963 e oficialmente reconhecido pelo Comitê Olímpico Internacional (COI) em 1984. Tonga participou pela primeira vez nos Jogos Olímpicos em 1984, em Los Angeles. A primeira e única medalha do país foi conquistada em 1996, quando o boxeador Paea Wolfgramm recebeu a medalha de prata em Atlanta. Devido às condições climáticas do país, Tonga nunca havia participado de uma Olimpíada de Inverno até a edição de 2018, embora tivesse sido prevista sua participação nas Olimpíadas de Inverno de 2010, em Vancouver.

#### Jogos tradicionais

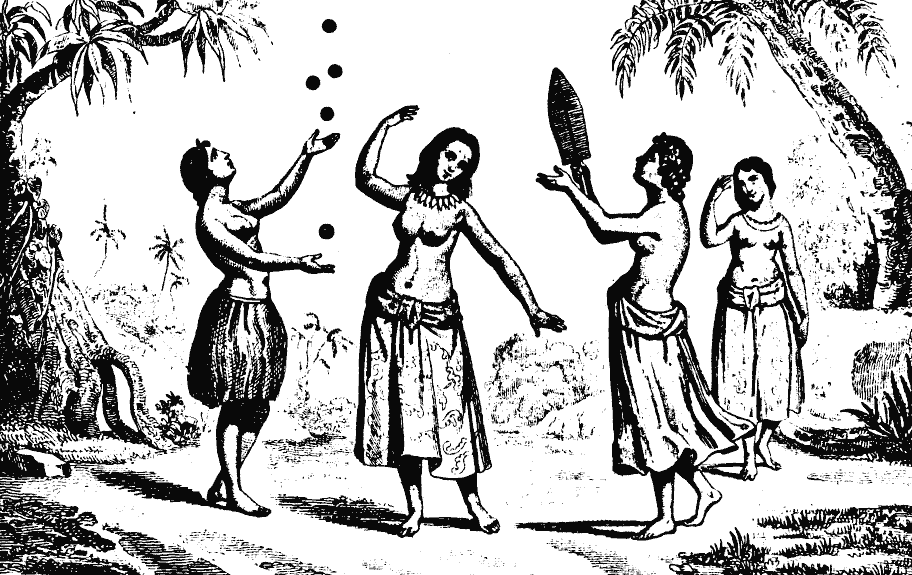
Gravura de cerca de 1800 mostrando jovens das ilhas Vava'u, realizando danças locais e jogos tradicionais.

Além dos jogos populares em todo o mundo, alguns outros jogos são tradicionais em Tonga: o rugby, críquete e o futebol são alguns deles. O país tem um número de entretenimento tradicional elevado, principalmente para crianças.
O pani é um jogo entre duas equipes, no qual é utilizado uma bola de tênis e 12 latas de alumínio. Uma equipe deve construir uma torre a partir das 12 latas de alumínio, enquanto a outra equipe tenta derrubar a torre usando a bola de tênis. Assim sendo, a equipe que construiu a torre deve reconstruí-la em menos de 10 segundos. Se isso acontecer a equipe recebe um ponto. O jogo segue, sempre alternando entre as equipes.
O hico é um jogo que inclui dança e malabarismo. Vence aquele que manipular o maior número de itens, entre frutas, bolas de tênis e garrafas vazias.

### Feriados
O Reino de Tonga declara dez dias anuais como feriado. Destes, seis são comemorações respeitantes ao país e quatro são compartilhadas por outras nações, como a Páscoa e o Natal.
| Data              | Nome                                                 | Nome em inglês                                                       |
| ----------------- | ---------------------------------------------------- | -------------------------------------------------------------------- |
| 1 de janeiro      | Ano-Novo                                             | New Year’s Day                                                       |
| -                 | Aniversário do rei ou rainha de Tonga                | Birthday of the reigning Sovereign of Tonga                          |
| -                 | Aniversário do herdeiro da coroa de Tonga            | Birthday of the Heir to the Crown of Tonga                           |
| Sexta-feira Santa | Sexta-Feira Santa                                    | Good Friday                                                          |
| Domingo de Páscoa | Páscoa                                               | Easter Monday                                                        |
| 4 de junho        | Día da Independência                                 | Emancipation Day                                                     |
| -                 | Aniversário da coroação do monarca reinante de Tonga | Anniversary of the Coronation Day of the reigning Sovereign of Tonga |
| 4 de novembro     | Dia da Constituição                                  | Constitution Day                                                     |
| 4 de dezembro     | Aniversário da coroação do Rei George Tupou I        | The Anniversary of the Coronation of H.M. King George Tupou I        |
| 25 de dezembro    | Natal                                                | Christmas Day                                                        |
| 26 de dezembro    | Dia a seguir ao Natal                                | Day immediately succeeding Christmas Day                             |